# Potenza (Italia)
Potenza (, AFI: /poˈtɛnʦa/, Puténz in dialetto potentino) è un comune italiano di 63 627 abitanti, capoluogo della provincia omonima e della regione Basilicata.
È detta anche la «città verticale» per la sua peculiare struttura urbanistica che presenta il centro storico posto sull'altura più elevata e i restanti quartieri posti ad altitudini gradualmente inferiori.
Con un'altitudine di 819 metri s.l.m. Potenza è il capoluogo di regione situato alla quota più elevata in Italia ed è il secondo per altitudine tra i capoluoghi di provincia dopo Enna.
È nota anche come «città delle cento scale» o semplicemente «città delle scale», per via appunto del suo sistema di scale antiche e moderne che collegano fra loro le varie parti del centro urbano. In particolare, la città possiede il sistema di scale mobili per il trasporto pubblico più esteso d'Europa nonché il secondo al mondo dopo quello di Tokyo.
Capoluogo della Basilicata dal 1806, nonché primo comune della regione per popolazione.  e sede dell'Università della Basilicata, Potenza è fra le poche città italiane insignite di due medaglie d'oro: la prima nel 1899 come città benemerita del Risorgimento nazionale e la seconda al merito civile, nel 2005.

## Geografia fisica

### Territorio
La città sorge nell'alta valle del Basento, lungo una dorsale appenninica racchiusa da vari monti più alti, tra i quali i Monti Li Foj, pertanto Potenza sorge in una zona ad alta sismicità. Da un punto di vista geologico il bacino di Potenza è il risultato di due distinti cicli sedimentari: l'unità di Altavilla (Pliocene inferiore-medio) e l'unità di Ariano (Pliocene medio-superiore).
Il nucleo medievale dell'abitato è posto su un rilievo a 819 metri s.l.m., cosicché per altitudine ufficiale Potenza è seconda solo a Enna tra i capoluoghi di provincia italiani. I quartieri più moderni sorgono invece più in basso, sino a lambire il corso del fiume Basento, il cui alveo a partire dalla seconda metà del XX secolo è stato fortemente antropizzato.
Per superficie il comune di Potenza è l'undicesimo più grande della regione.

### Clima
Il clima è mediterraneo e montano, quindi relativamente freddo e nevoso d'inverno, tiepido e secco d'estate. Gennaio è statisticamente il mese più freddo e la temperatura media è di +3,5 °C, mentre luglio e agosto sono i mesi più caldi e registrano una temperatura media di poco superiore a +20 °C.
| Potenza               | Mesi  | Mesi  | Mesi  | Mesi  | Mesi  | Mesi  | Mesi  | Mesi  | Mesi  | Mesi  | Mesi  | Mesi   | Stagioni | Stagioni | Stagioni | Stagioni | Anno |
| Potenza               | Gen   | Feb   | Mar   | Apr   | Mag   | Giu   | Lug   | Ago   | Set   | Ott   | Nov   | Dic    | Inv      | Pri      | Est      | Aut      | Anno |
| --------------------- | ----- | ----- | ----- | ----- | ----- | ----- | ----- | ----- | ----- | ----- | ----- | ------ | -------- | -------- | -------- | -------- | ---- |
| T. max. media (°C)    | 5,5   | 6,1   | 8,7   | 12,3  | 18,1  | 22,2  | 25,5  | 25,8  | 21,9  | 16,6  | 11,5  | 8,1    | 6,6      | 13,0     | 24,5     | 16,7     | 15,2 |
| T. min. media (°C)    | 0,1   | 1,0   | 2,3   | 4,1   | 8,2   | 12,7  | 15,2  | 15,6  | 12,8  | 9,0   | 5,2   | 2,4    | 1,2      | 4,9      | 14,5     | 9,0      | 7,4  |
| Vento (direzione-m/s) | W 5,7 | W 6,0 | W 5,6 | W 5,5 | W 5,0 | W 4,9 | W 5,1 | W 4,9 | W 4,8 | W 4,7 | W 5,3 | W. 5,5 | 5,7      | 5,4      | 5,0      | 4,9      | 5,2  |

## Origine del nome
La prima teoria sull'origine del nome della città venne riportata dallo storico Emmanuele Viggiano, il quale nelle sue Memorie della Città di Potenza cita un'ipotesi secondo cui il toponimo deriverebbe dagli antichi Greci che, vedendo la città posta originariamente sulle sponde del Basento e colpiti dall'uso che gli abitanti facevano delle sue acque, le avrebbero attribuito lo stesso nome dato al fiume, che corrispondeva alla parola greca Ποτὶζω (Potizo); tale termine in lingua latina sarebbe poi divenuto Potentia, da cui deriverebbe il nome attuale. Secondo Viggiano, quindi, il nome della città avrebbe un carattere prettamente greco, che non sarebbe potuto derivare dalla lingua del popolo dei Lucani.
L'ipotesi degli storici contemporanei è invece che la città abbia assunto tale denominazione in occasione della fondazione della colonia romana di Potentia, in quanto simile al nome di altre colonie quali Florentia, Valentia o Faventia il nome di Potentia, in particolare, sarebbe una formazione latina di tipo augurale, traducibile con “la potente”.
Un'altra ipotesi presa in esame dagli storici contemporanei è che il popolo Lucano e quello dei Sanniti furono grandi sostenitori del popolo Cartaginese, il quale esercito nel 207 a.C., sotto il comando del Generale Asdrubale, era collocato alle rive del fiume Metauro, pronto a ingaggiare una sanguinosa battaglia contro le forze romane.
Con la netta vittoria dell’esercito romano presso il fiume Metauro, le truppe cartaginesi iniziarono una lenta ritirata. Le popolazioni dei Lucani e dei Sanniti si ritrovarono così ad affrontare da sole la feroce vendetta di Roma, la quale era decisa a lanciare un forte segnale ai popoli che un tempo avevano fiancheggiato con l’ostile Cartagine e così, dopo una dilaniante guerra, i romani ebbero la meglio sulle popolazioni locali e vollero incidere il proprio dominio anche nel nome del nuovo insediamento, chiamato “Potentia Romanorum”, “la Potenza dei Romani”, con il quale nome i romani vollero dimostrare la propria forza e il proprio trionfo militare, oltre a lasciare un monito ben visibile ai nemici dell’Urbe
L’inviato del quotidiano La Repubblica, Filippo Ceccarelli, in un reportage da Potenza del 23 ottobre 2007, riprende in esame un’antica epigrafe sulla quale vi è inciso “Potentia Romanorum hic nos relegavit”. Tale epigrafe, a seguito dell’indagine, dimostrò l’uso e la conoscenza da parte dei Potentini del nome della città “Potentia Romanorum” come quando nei tempi antichi erano soliti i latini chiamare tale insediamento.

## Storia

### Simboli
La descrizione più completa dello stemma cittadino risale allo storico Giuseppe Gattini, operante ad inizio Novecento e autore di una pubblicazione sulle armi comunali lucane: 
Lo stemma è stato riconosciuto con DCG del 22 agosto 1942.
Secondo una tradizione non autentica inoltre il leone dello stemma della città di Potenza sarebbe gradiente su una scala, il che deriva verosimilmente dall'uso dei maestri scalpellini di riprodurre convenzionalmente sul marmo il colore rosso incidendo dei solchi paralleli e verticali (altri colori, come ad esempio l'azzurro, venivano resi tracciando striature orizzontali), cosa che ha fatto pensare in seguito che la banda rossa fosse appunto una scala. Il gonfalone, riconosciuto con il decreto del 1942, è costituito da un drappo di colore giallo, caricato dello stemma con l'iscrizione centrata in oro della città di Potenza. La parte di metallo e i cordoni sono dorati, mentre l'asta verticale è ricoperta di velluto giallo con bullette dorate poste a spirale e nella freccia è rappresentato lo stemma della città e sul gambo inciso il nome. Il gonfalone si completa con cravatta e nastri tricolorati dai colori nazionali frangiati d'oro.

### Onorificenze

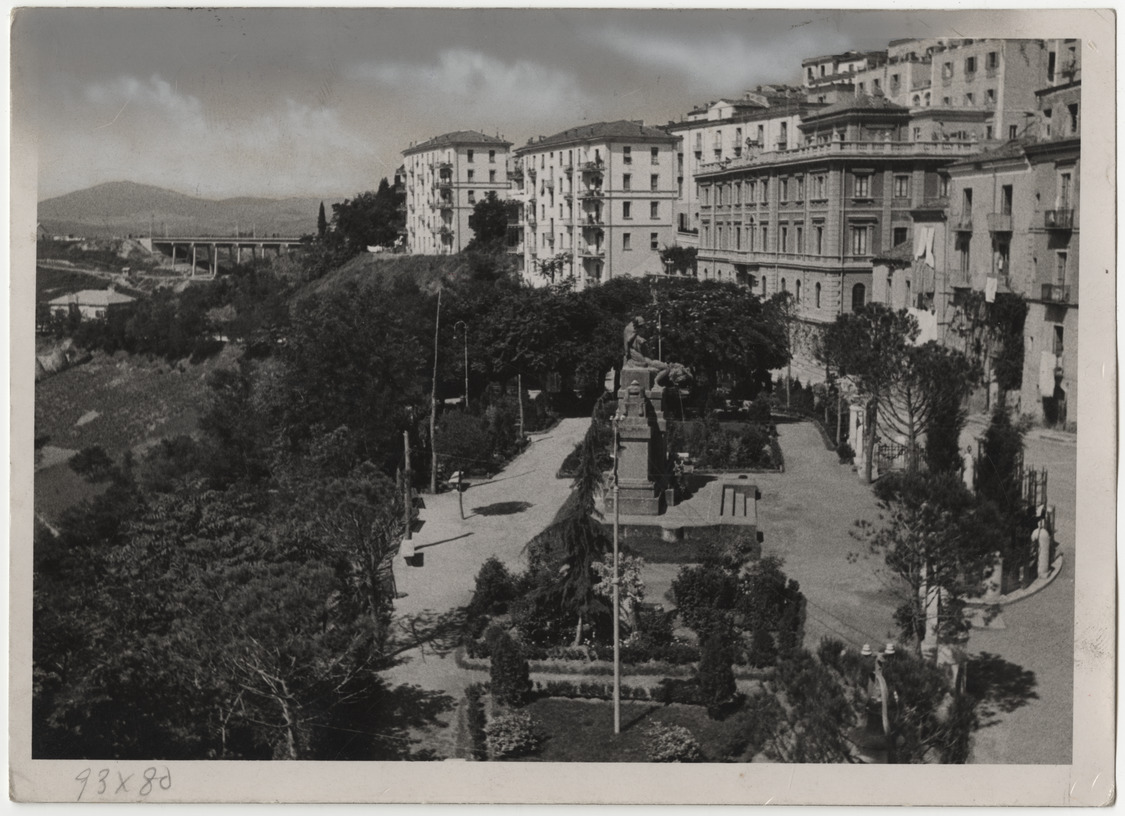
Piazza 18 agosto a Potenza nel 1930.

Potenza è una delle 27 città decorate con medaglia d'oro come "benemerite del Risorgimento nazionale" con regio decreto dell'11 dicembre 1898 firmato dal re Umberto I di Savoia, per le azioni compiute dalla città nel periodo del Risorgimento, in particolar modo durante la celebre insurrezione lucana. Tale medaglia fu conferita come ricompensa per essere stata, il 18 agosto 1860, la prima città meridionale a ribellarsi contro i Borbone.
Il 9 novembre 2005 la città è stata insignita della medaglia d'oro al merito civile in occasione del sisma del 23 novembre 1980.

## Monumenti e luoghi d'interesse

### Architetture religiose

#### Architetture religiose intramurali

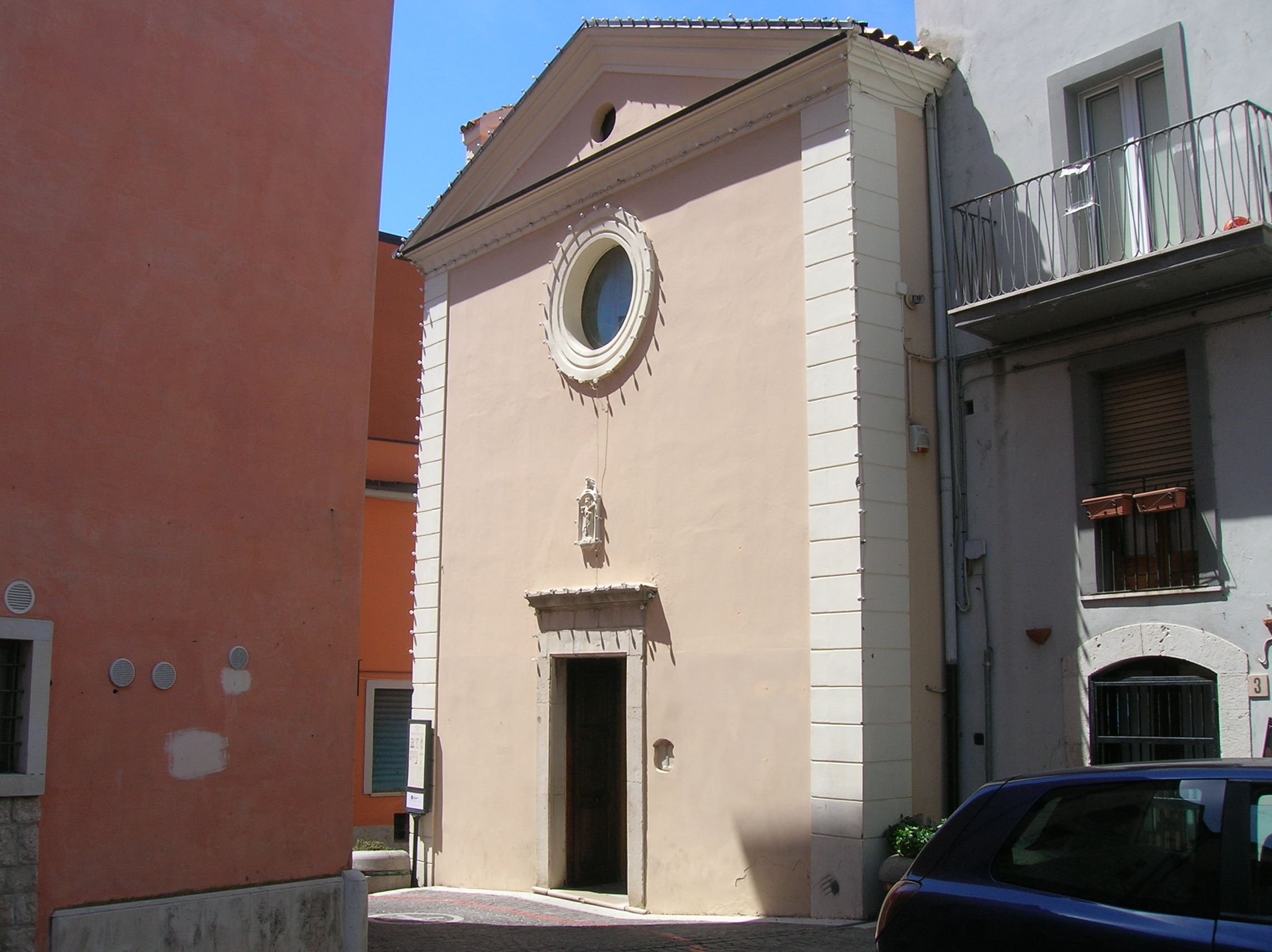
Chiesa di Santa Lucia

Il centro storico di Potenza è ricco di edifici di culto risalenti principalmente all'epoca medievale, alcuni di essi sorti verosimilmente su preesistenti chiese paleocristiane. Di seguito la lista delle principali costruzioni religiose di interesse storico, artistico e architettonico presenti nella parte antica della città.

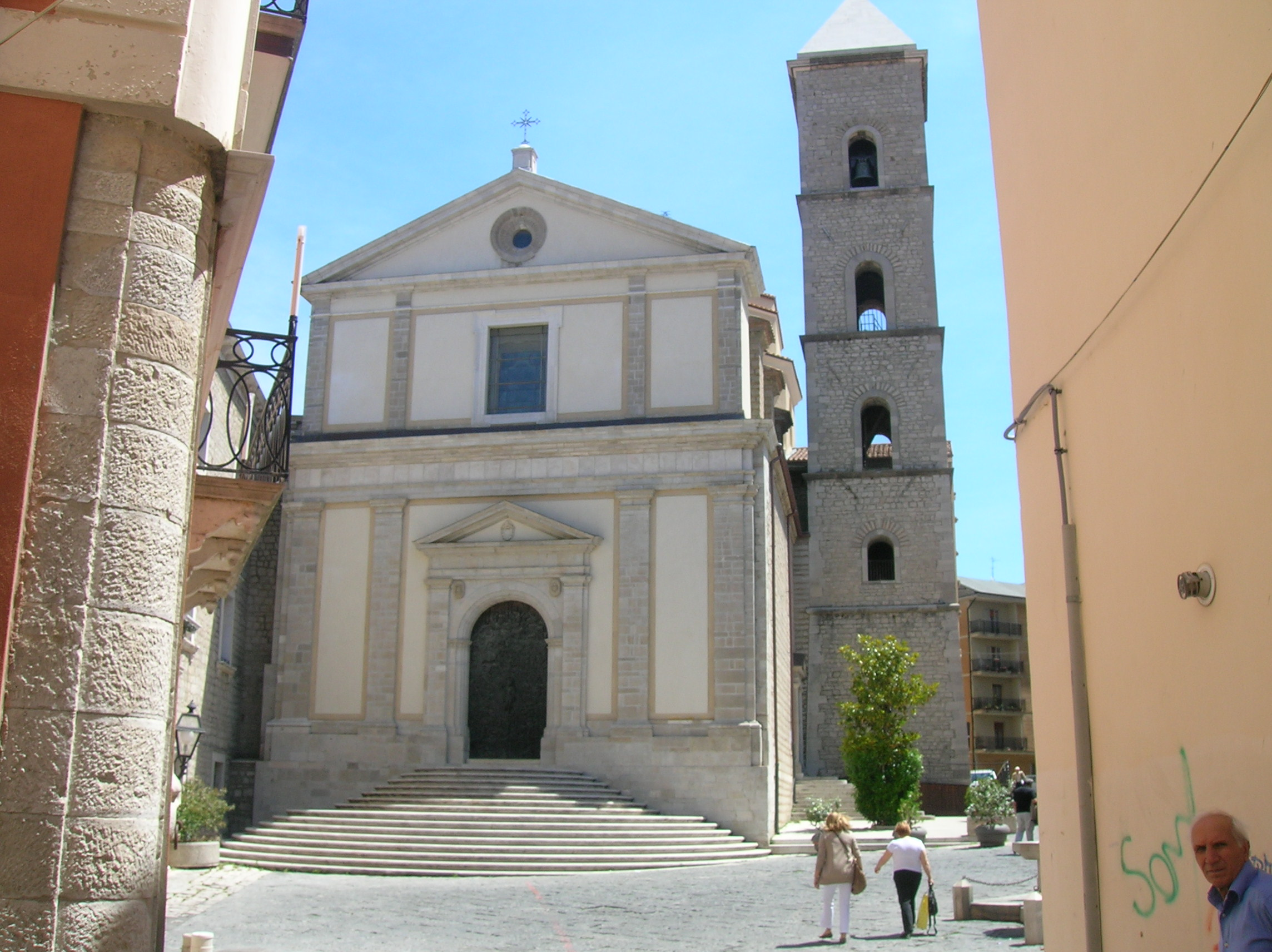
Cattedrale di San Gerardo

Cattedrale di San GerardoÈ la principale chiesa del centro storico; situata in Largo Duomo, è databile al XIII secolo e venne dapprima dedicata alla Vergine Assunta e poi a Gerardo della Porta che divenne patrono della città. La chiesa conserva infatti le spoglie del santo patrono, un'urna in argento e cristallo con le reliquie del santo, oltre alla statua del santo in legno del XV secolo. La cattedrale dovrebbe inoltre sorgere sul sito di una costruzione sacra precedente, visto che durante gli scavi archeologici condotti negli anni sessanta del Novecento sono stati scoperti dei resti sotterranei di frammenti musivi di pavimento policromo risalenti al IV o V secolo. Ricostruito da un allievo del Vanvitelli alla fine del XVIII secolo per volere del vescovo Andrea Serrao, il duomo cambiò radicalmente e passò da basilica romanica ad edificio di chiaro gusto neoclassico. Elementi di rilievo sono la facciata in pietra del Duecento, fatta riedificare tra il 1197 e il 1220 dal vescovo Bartolomeo, l'altare maggiore in marmo con intarsi policromi del Settecento e un crocifisso in legno quattrocentesco, oltre a una cappella in marmo dedicata al Santo Padre edificata nel XVII secolo.

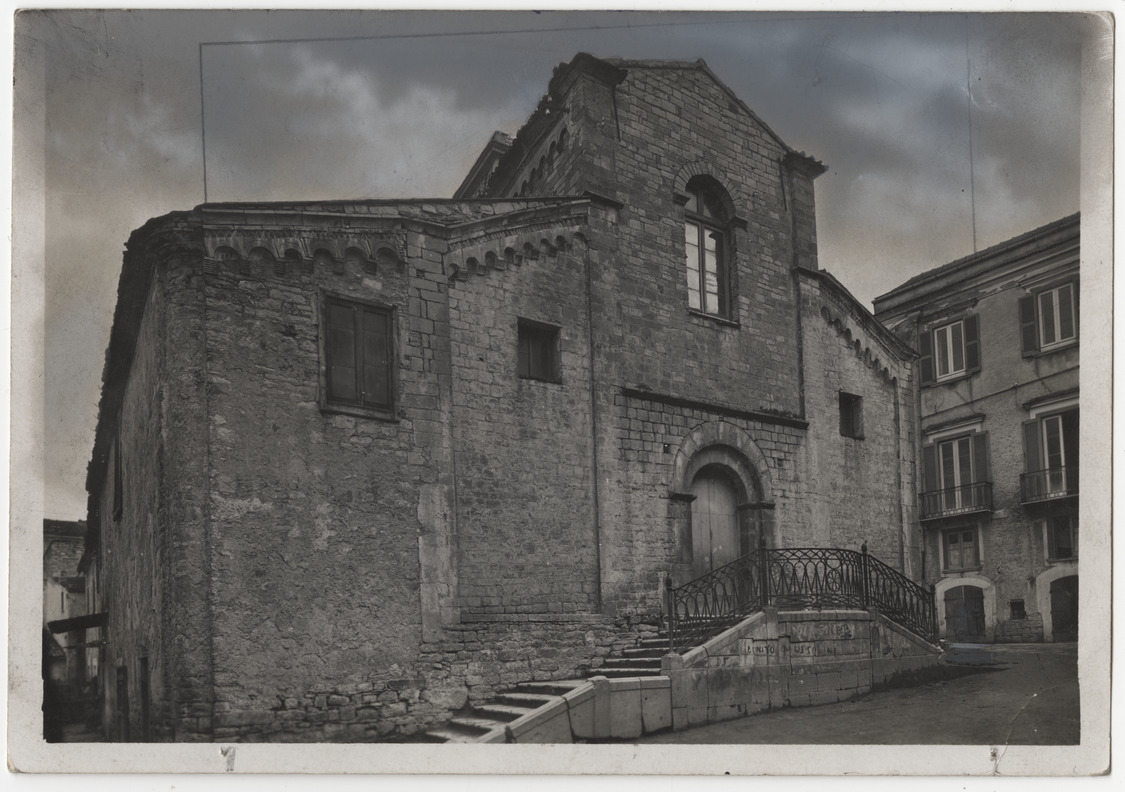
Chiesa di San Michele Arcangelo

Chiesa di San Michele ArcangeloUbicata nei pressi dell'estremità occidentale di via Pretoria, è un tipico esempio di chiesa in stile romanico. La sua presenza è attestata per la prima volta nel 1178, ma da rilevamenti archeologici l'impianto originale dell'edificio, appartenente a una precedente struttura di epoca tardo-romana, è databile al V secolo. Presenta un campanile e una struttura a tre navate, al suo interno sono conservate opere di pregevole valore artistico tra i quali spiccano il dipinto dell'Annunciazione del 1612 realizzato dal Pietrafesa, un affresco di Madonna col Bambino tra i santi Pietro e Paolo dell'artista fiammingo Dirk Hendricksz risalente al Cinquecento e un crocifisso ligneo del XVII secolo.
Chiesa della Santissima TrinitàSituata nei pressi di piazza Mario Pagano, in direzione del Duomo, è attestata dal 1178. Fu danneggiata dal terremoto del 1857 e venne riedificata con una planimetria diversa da quella originaria, con un'unica navata con varie cappelle, un'abside semicircolare e un soffitto cassettonato.

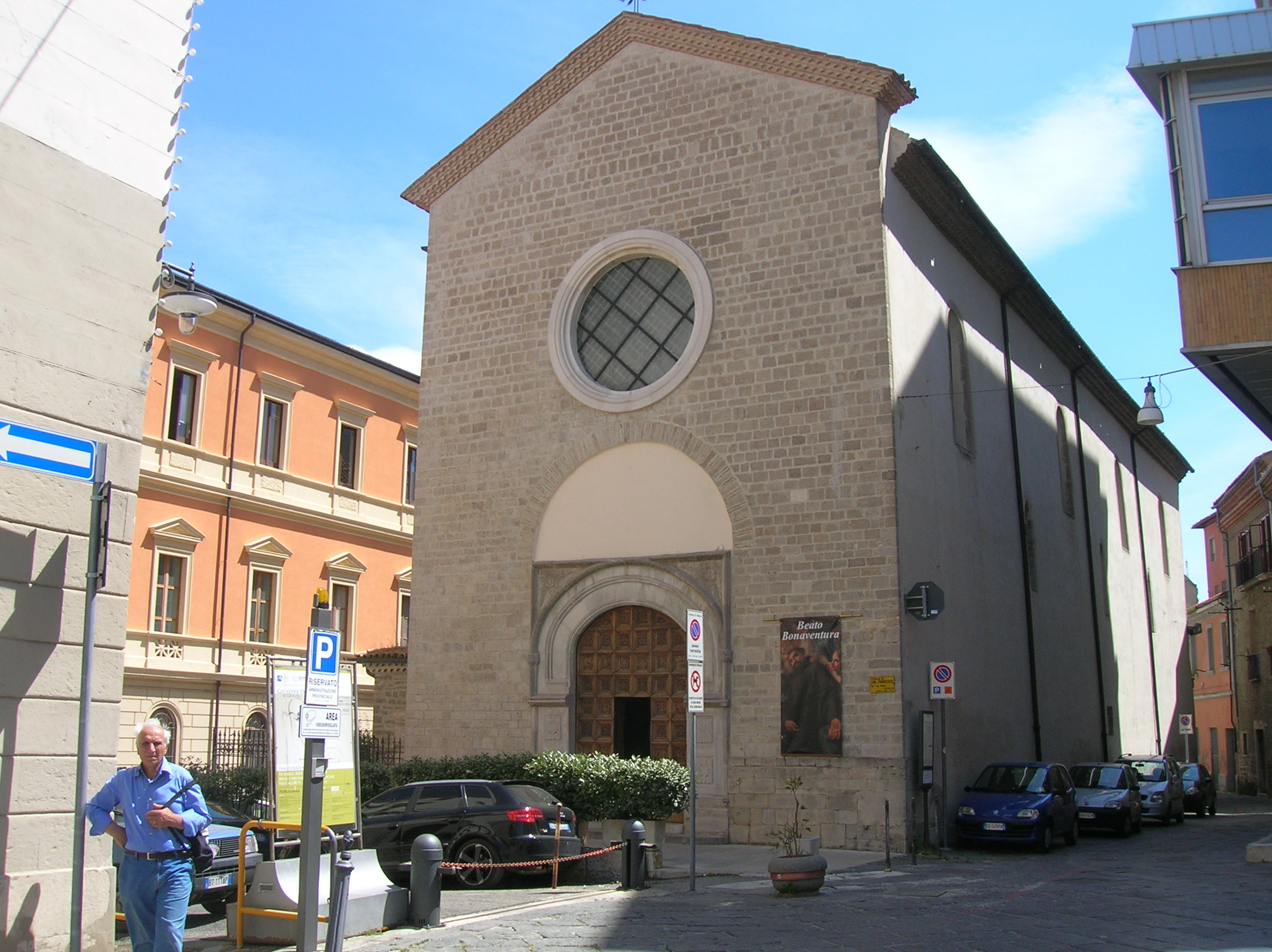
Chiesa di San Francesco

Chiesa e convento di San FrancescoAccanto al Palazzo della Prefettura è situata la chiesa di San Francesco con annesso convento, eretta nel 1274. Presenta un portale a imposte lignee trecentesche intagliate e un campanile edificato del Quattrocento. Nell'interno vi è il sepolcro di gusto rinascimentale del nobile Paride De Grassis, oltre a resti di un affresco con una Madonna di stile bizantineggiante del Duecento e La Pietà del Pietrafesa.
Cappella del beato BonaventuraDedicata al frate francescano Bonaventura da Potenza beatificato nel 1775, è situata nel vicolo omonimo ed era in origine la casa natale del beato. Presenta un portale di notevole rilievo artistico in pietra calcarea, al cui centro troviamo due teste di cherubini sovrastate da uno stemma francescano. Al suo interno un unico locale diviso in due piccoli ambienti si trovano vari ritratti, fra i quali uno di Michele Busciolano del 1907 che rappresenta l'estasi del beato.
Chiesa di Santa LuciaSi trova al limitare nord del centro storico e venne costruita prima del 1200; è costituita da un'unica navata e custodisce una statua seicentesca di Santa Lucia, alcuni quadri del XVI e XVII secolo e un'acquasantiera del Quattrocento proveniente dalla chiesa di Santa Maria del Sepolcro.
Monastero di San LucaOspita attualmente la caserma dei carabinieri ed è sito alla fine di via Pretoria in direzione della Torre Guevara. In principio affidato alle suore cisternine dell'ordine delle benedettine, era l'unico monastero di sole donne in città e successivamente passò alle suore clarisse.
Chiesa di Maria Santissima Annunziata di LoretoLa chiesa dedicata alla Madonna di Loreto è situata fuori dal perimetro dell'antica cinta muraria, appena dopo Porta San Giovanni. Presenta dimensioni ridotte e una struttura rimasta invariata nei secoli, ma caratterizzata dai molti restauri a causa dei molti terremoti. Nella chiesa si trova un dipinto del 1824 del pittore potentino Buonadonna che ritrae l'Annunciazione.

#### Architetture religiose extramurali
In minor numero, sono presenti chiese di rilevanza storica e artistica anche al di fuori del centro cittadino, elencate di seguito.

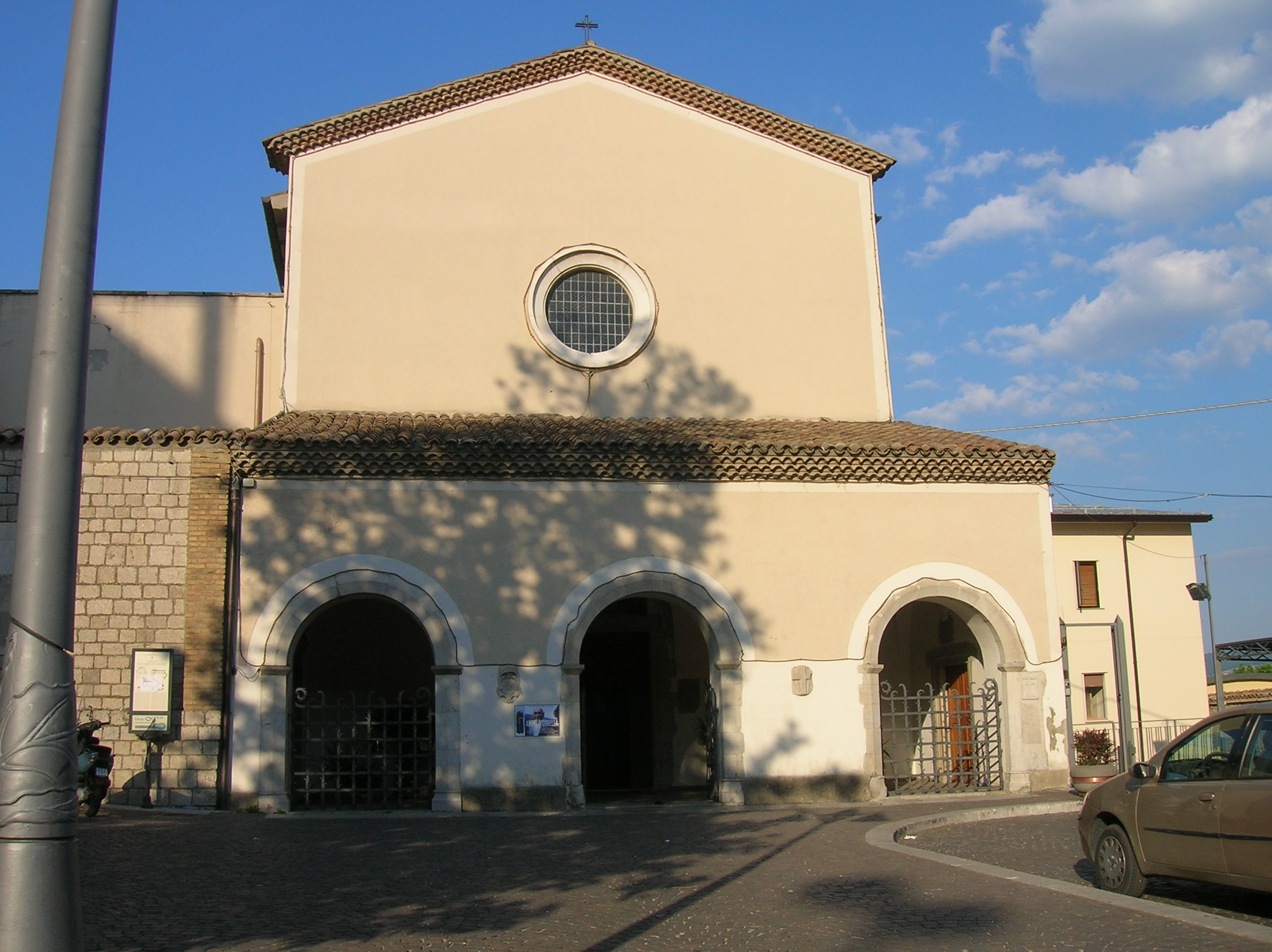
Chiesa di Santa Maria del Sepolcro

Chiesa di Santa Maria del SepolcroUbicata nel rione Santa Maria, subito a nord del centro storico, fu costruita tra XIII e XVII secolo a opera dei Cavalieri dell'Ordine dei Templari su iniziativa del conte di Santa Sofia al ritorno della terza crociata nel 1191; sono in effetti riscontrabili molte affinità con la chiesa Madre di Ripacandida che porta lo stesso titolo. Il casale del Santo Sepolcro venne costruito in questa posizione a nord della città, proprio all'incrocio della vie Herculea e Appia, che erano percorse dai pellegrini diretti in Terra santa. La chiesa custodisce pregevoli tele e sulla parete destra è presente il monumentale altare barocco della reliquia del Preziosissimo Sangue di Cristo.

Chiesa di San Rocco

Chiesa di San RoccoEdificio in stile neoclassico, localizzato nei pressi dell'antico cimitero, fu edificato nello stesso luogo della precedente chiesa dedicata allo stesso santo, che andò distrutta nel 1832. Presenta sia all'interno che all'esterno varie statue, tra cui anche due pregevoli manufatti in legno raffiguranti San Vito e San Rocco, intagliate a metà Ottocento da Michele Busciolano; nella chiesa è anche conservata una stele funeraria d'origine romana, datata tra il I ed il II secolo.
Chiesa di Sant'Antonio la MacchiaEdificio di culto che sorge nella contrada dedicata al santo omonimo, all'interno di un parco cittadino. Risalente al 1530, è stata interamente ricostruita nella seconda metà del XX secolo.

### Architetture civili
Gli edifici civili più importanti della città sono situati prevalentemente nel centro storico; alcuni di essi sono di costruzione ottocentesca o novecentesca, ma non mancano palazzi nobiliari risalenti al seicento o di epoca medievale. Di seguito la lista degli edifici più rilevanti.

#### Palazzi istituzionali

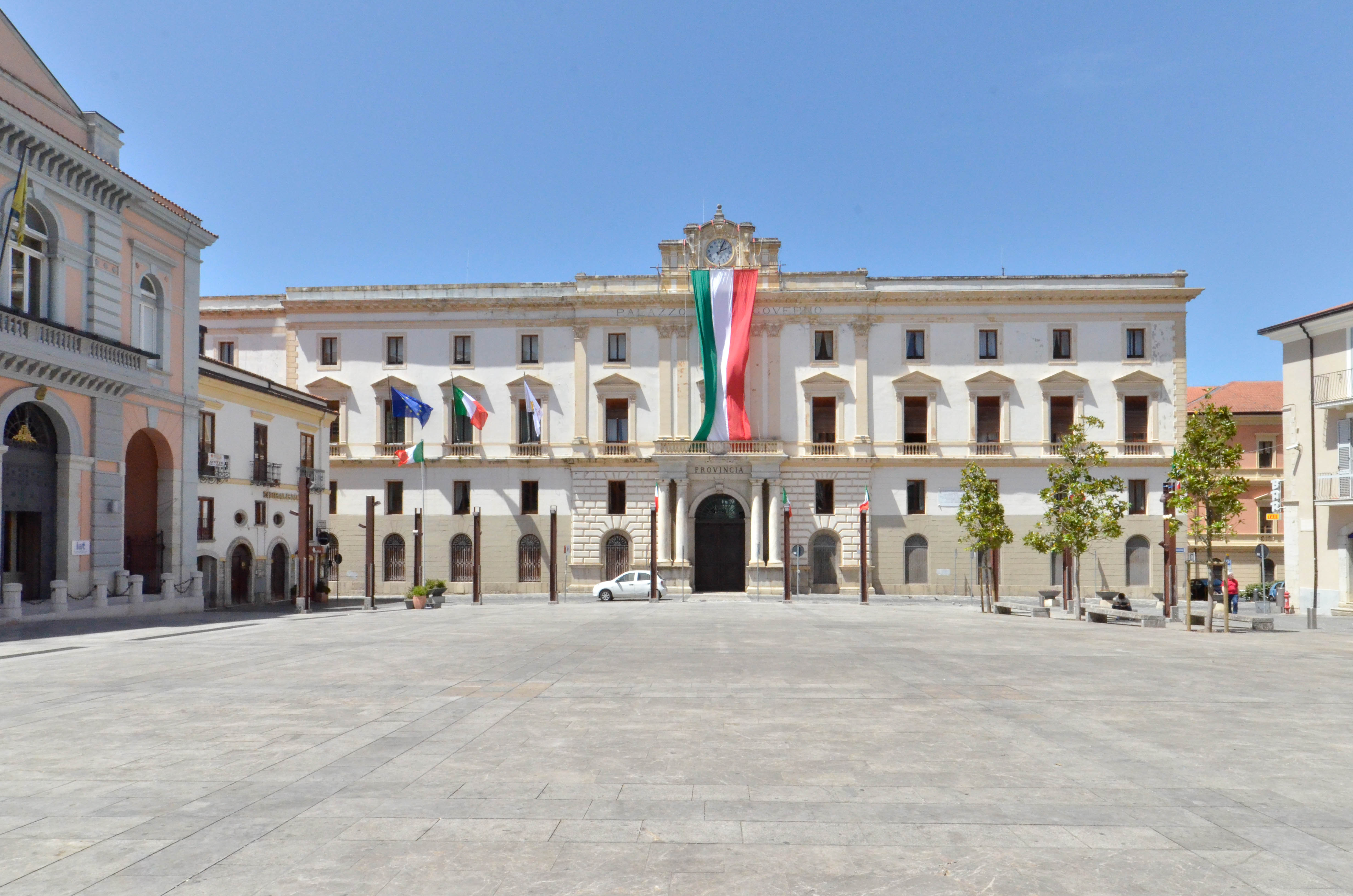
Palazzo della Prefettura in piazza Mario Pagano

Palazzo della PrefetturaL'altro notevole edificio presente in piazza Mario Pagano sul lato adiacente a quello del Teatro Stabile è l'ottocentesco Palazzo del Governo, che rispecchia i canoni estetici dell'architettura del 1800: linearità, simmetria, razionalità delle forme. Elemento di spicco è la facciata, con diversi elementi architettonici quali paraste, timpani e una trabeazione che sostiene il balcone del salone di rappresentanza. All'interno vi si trovano opere di famosi pittori, tra cui Vincenzo Marinelli e Giacomo Di Chirico.

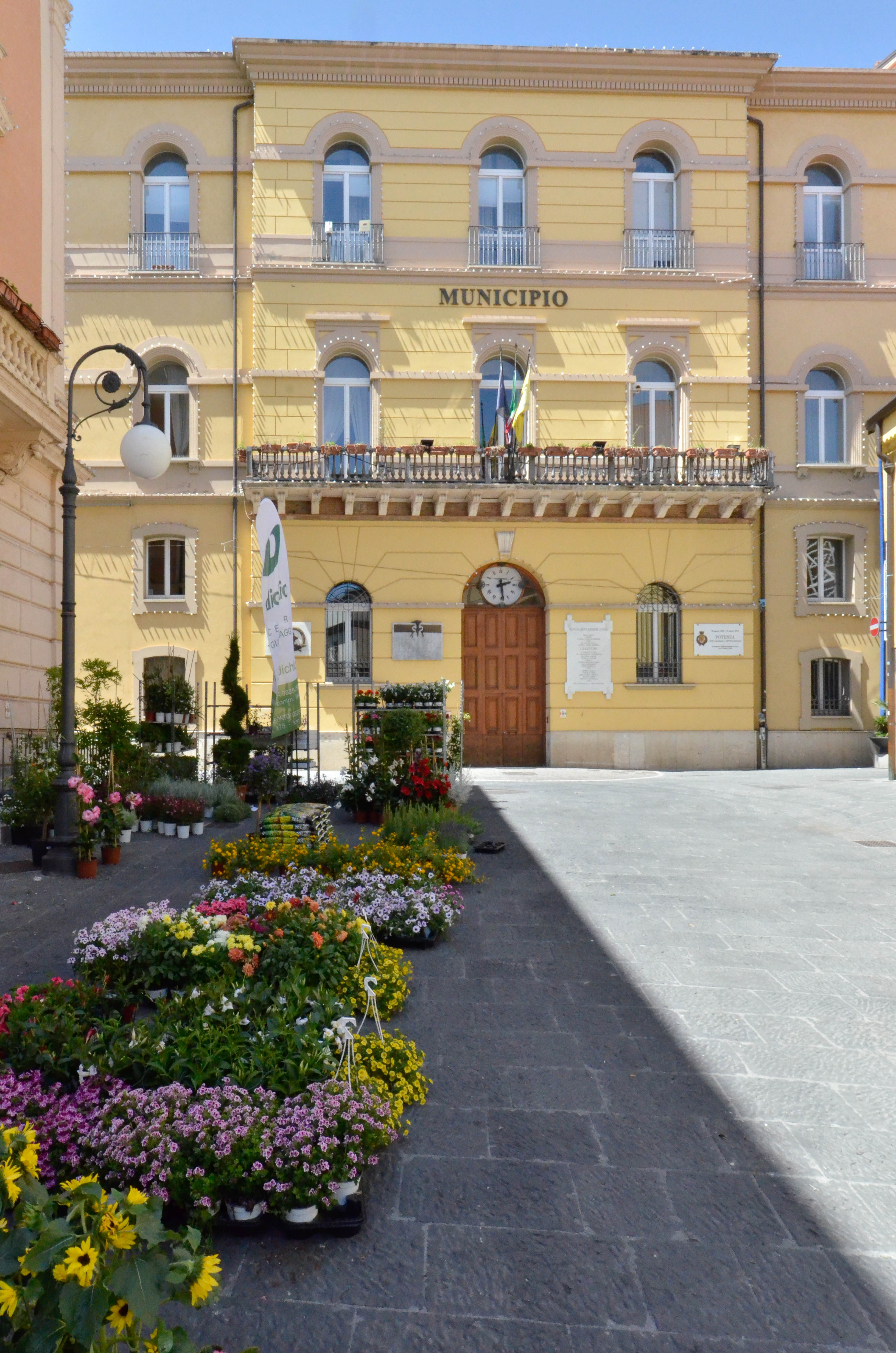
Palazzo di città visto da piazza Matteotti

Palazzo di CittàAffaccia su piazza Giacomo Matteotti, l'altra importante piazza del centro. Il palazzo ospita l'amministrazione comunale e la sua costruzione originale risalirebbe all'epoca angioina. Come quasi tutti gli edifici storici di Potenza anch'esso è stato più volte restaurato e ricostruito in seguito ai molti terremoti che hanno colpito la zona. L'elemento artistico di rilievo è una facciata del 1882, con un arco a tutto sesto situato tra due grandi finestre e una grande balconata.
Palazzo del FascioSempre in Piazza Matteotti si trova il palazzo della Casa del Fascio, costruita come le altre case del Fascio presenti in Italia durante il regime fascista, è adibita attualmente a sede del Consiglio comunale. L'edificio rappresenta un esempio di architettura neoclassica e sorge nello stesso luogo dove prima era presente la cappella di San Nicola, sconsacrata ed abbattuta per far posto all'attuale costruzione.

#### Teatri

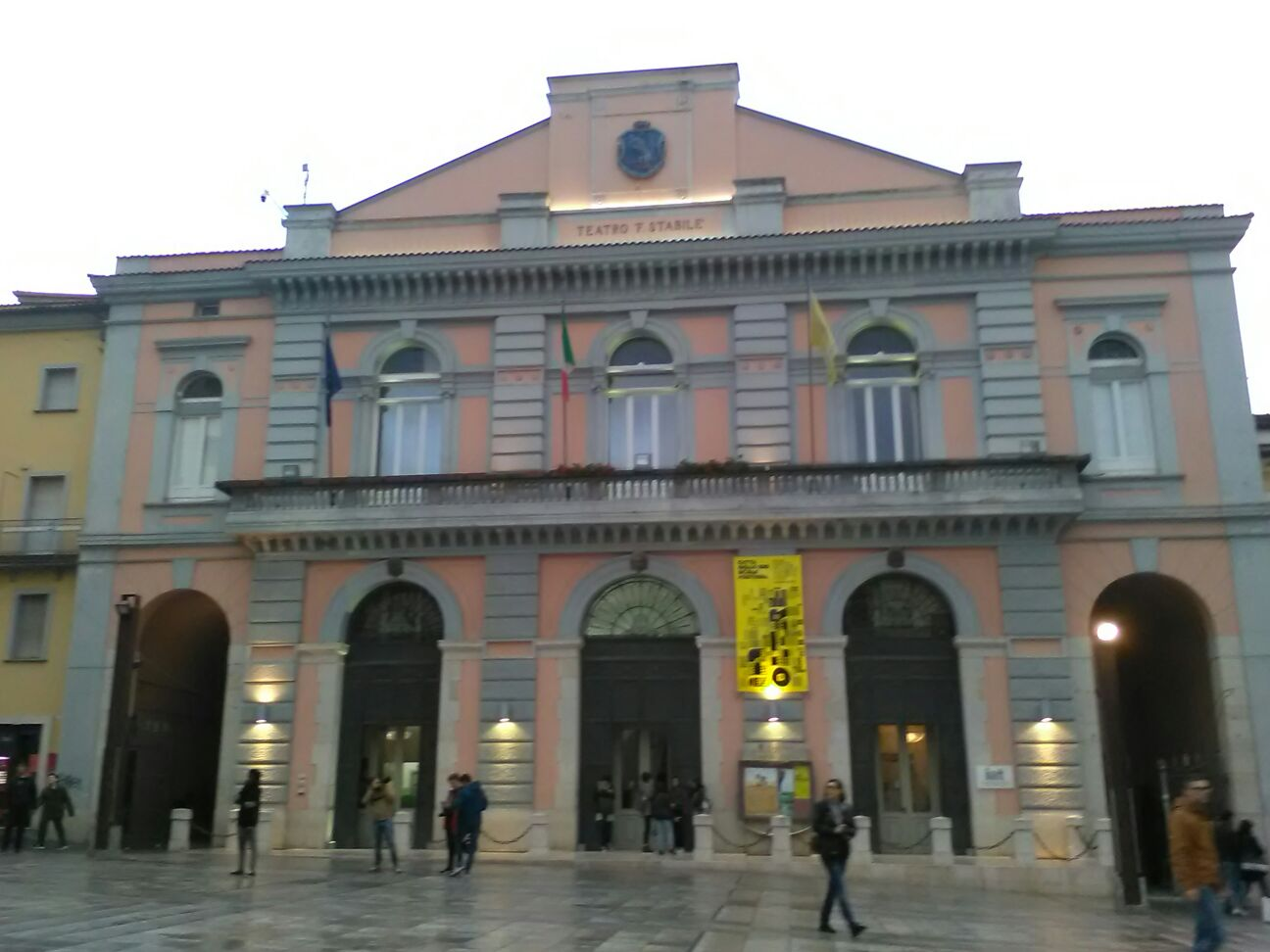
Teatro Francesco Stabile in piazza Mario Pagano

Teatro Francesco StabileSituato nella piazza principale, ovvero piazza Mario Pagano, è l'unico esempio di teatro lirico presente in Basilicata. La sua costruzione iniziò nel 1856 ma fu possibile inaugurarlo solo nel 1881 a causa di un'interruzione dei lavori dovuta al terremoto del 1857.
Auditorium del Conservatorio Carlo Gesualdo da VenosaAuditorium del Conservatorio cittadino situato nel quartiere Poggio Tre Galli, la cui costruzione fu ultimata nel 1986. Si tratta di una pregevole struttura in stile postmoderno, una delle migliori opere progettate dall'architetto Rebecchini, inclusa da alcuni ricercatori nella lista dei migliori 14 auditorium al mondo.

#### Palazzi signorili
Nel centro cittadino sono presenti diversi palazzi storici appartenuti ad importanti famiglie nobiliari e successivamente a famiglie borghesi della città, oltre al palazzo vescovile.
- Palazzo Loffredo (XV - XVI secolo), sede del museo archeologico nazionale della Basilicata dedicato a Dinu Adameșteanu, fu costruito come palazzo comitale dal conte Iñigo de Guevara, ma prende il nome attuale dalla famiglia dei conti Loffredo;[43]
- Palazzo Vescovile (XVII - XVIII secolo), residenza del vescovo dell'Arcidiocesi di Potenza-Muro Lucano-Marsico Nuovo, fu teatro dell'assassinio di Giovanni Andrea Serrao nel 1799;
- Palazzo Scafarelli (XVIII secolo), costruito come residenza dell'omonima famiglia borghese, ha come elemento di spicco l'elegante facciata principale;
- Palazzo Reale (1927), eccezionalità architettonica dalla particolare struttura molto stretta, fu commissionata dal patriota Ascanio Branca;
- Palazzo Marsico (XIX secolo), massiccia struttura neoclassica concepita anch'essa come abitazione della antica famiglia borghese di cui porta il nome;
- Palazzo Pignatari (XVI secolo), ex palazzo Ciccotti, include un antico portale visibile dall'omonimo largo Pignatari;
- Palazzo Bonifacio (XVII - XVIII secolo), palazzo nobiliare probabilmente all'inizio adibito a fortino data la struttura imponente e la presenza di feritoie;
- Palazzo Biscotti (XVIII secolo), per secoli dimora dell'omonima famiglia appartenente alla borghesia terriera, ha ospitato anche il giornalista Giovanni Russo ed è attualmente in fase di restauro;
- Palazzo Giuliani (probabile XVII secolo), altra residenza nobiliare, usuale sosta per i condannati alla pena capitale che speravano di essere graziati dal signore proprietario del palazzo;
- Palazzo de Bonis (XII secolo), in origine parte della cinta muraria, è stato utilizzato anche come ospedale oltre che come residenza nobiliare;
- Palazzo Castellucci, rimasto di proprietà di un'antica famiglia della città, si affacciava sull'omonimo larghetto, abbattuto negli anni sessanta, punto di passaggio obbligato per le persone che si recavano al vicino mercatino di Porta di San Giovanni;
- Palazzo Riviello (XVII secolo), intitolato inizialmente allo statista Nicola Alianelli, ha avuto anche la funzione di cella per detenuti in attesa di giudizio;
- Palazzo Branca-Quagliano (XVIII secolo), teatro dell'assassinio dei rivoluzionari fratelli Siani nel 1799, passò alla famiglia Branca nell'Ottocento ed ospitò il re Ferdinando II in visita nel 1848.
- Palazzo Bollettino (XIII-XIV secolo), di origine medievale, realizzato inglobando parte dell'antica cinta muraria della città, compresa una torre di guardia

#### Palazzi bancari
A Potenza ci sono alcuni esempi di palazzi bancari storici di particolare pregio architettonico.
- Ex palazzo della Banca Popolare di Pescopagano (1985), costruito su progetto dell'architetto Maggio, è considerato una sintesi tra ispirazioni provenienti dal medioevo lucano ed architetture moderne, nonché un esempio di architettura postmoderna;[44]
- Palazzo del Banco di Napoli (1914), trae ispirazione dai palazzi neoclassici napoletani del settecento e venne considerato l'esempio di architettura colta nel capoluogo lucano, almeno fino all'avvento dello stile razionalista;[45]
- Palazzo della Banca d'Italia (1938), situato in pieno centro storico, è uno dei rari esempi di architettura in stile eclettico degli anni trenta in città.[46]

#### Impianti industriali storici
Depuratore storico di PotenzaAntico impianto di trattamento delle acque cittadine, non più in uso, progettato dal professor Girolamo Ippolito. I lavori di costruzione iniziarono nel 1933, l’impianto entrò in funzione il 21 ottobre 1935 e fu inaugurato il 28 ottobre 1935. Si tratta di una pregevole opera ingegneristica molto innovativa per la tecnologia dell'epoca, essendo stato il primo impianto in Italia ed uno dei primi in Europa a realizzare "un completo ciclo epurativo, un completo ciclo digestivo dei fanghi ed una completa utilizzazione dei gas della digestione, dei liquami epurati e dei fanghi digeriti", consentendo l'irrigazione dei terreni agricoli circostanti e rappresentando così uno dei primi esempi moderni di progettazione nell'ottica dello sviluppo sostenibile.

### Architetture militari
Il centro storico della città, a partire dal medioevo, fu protetto da una cinta muraria, che comprendeva sei porte di accesso, e dalla presenza di un castello, che fungeva anche da punto di osservazione sulla sottostante valle del Basento. I resti di queste fortificazioni sono le rimanenti porte della città e la Torre Guevara. La caserma Lucania è invece una struttura militare risalente all'Ottocento.
Porte di PotenzaFacenti parte del sistema di fortificazioni della città, garantivano l'accesso alla parte antica di Potenza in epoca medievale. Delle sei antiche porte ne sono rimaste soltanto tre, ossia Porta San Giovanni in via Caserma Lucana, Porta San Luca in via Manhes e Porta San Gerardo in largo Duomo; le altre tre, ovvero Porta Salza, Porta Mendola e Porta Trinità, furono abbattute durante i lavori pubblici realizzati per la modernizzazione della città, che ebbero inizio nel 1806.

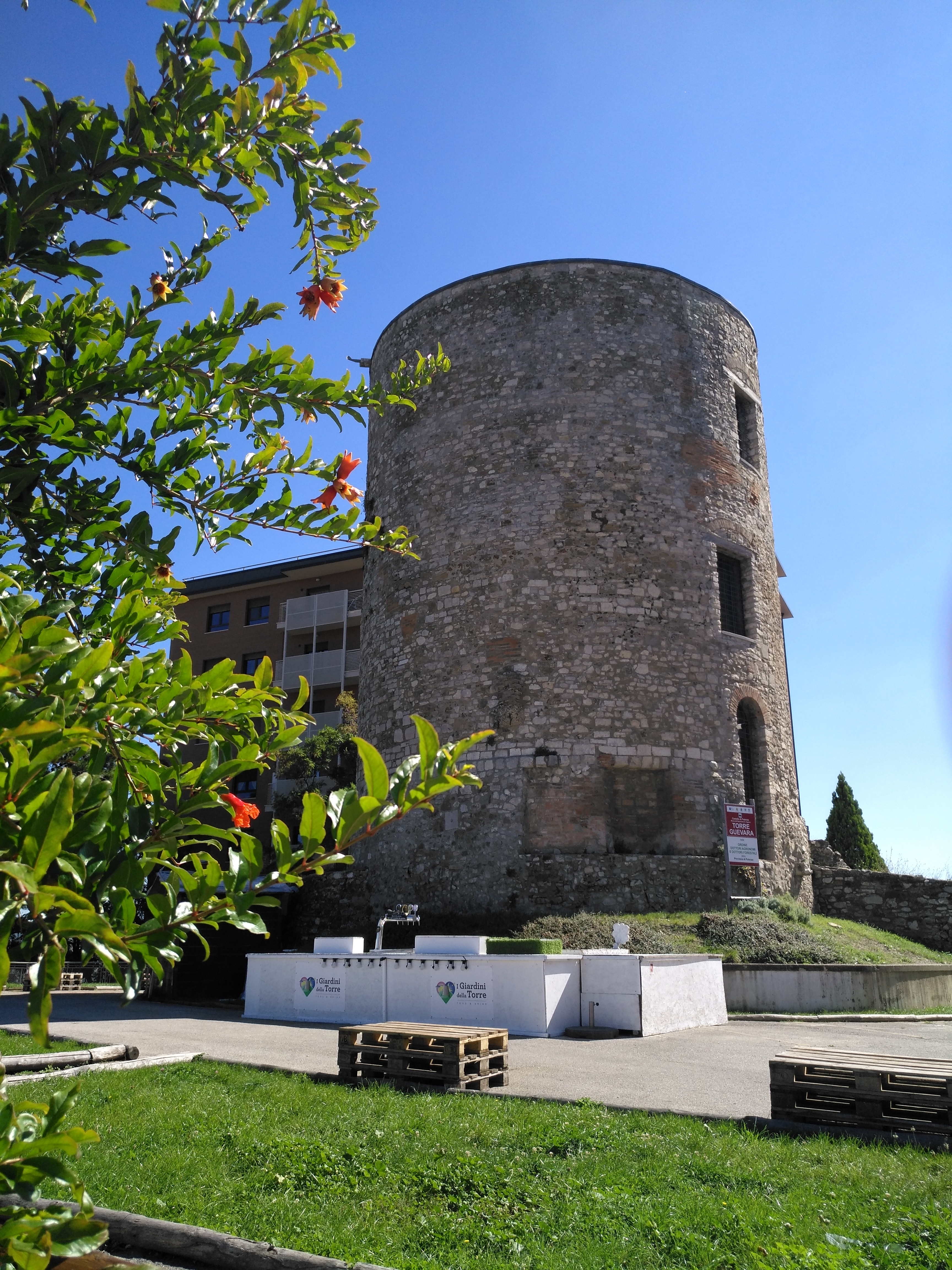
La Torre Guevara con annesso giardino

Torre GuevaraIn piazza Beato Bonaventura, all'estremità orientale del centro storico, si può ammirare l'unico resto dell'antico castello della città. L'edificio, di forma cilindrica, in posizione dominante rispetto alla valle del Basento, fu verosimilmente costruito prima del resto del castello, che venne edificato probabilmente dai Longobardi intorno all'anno 1000 e inglobò la Torre al suo interno. Gli ultimi proprietari, ovvero Carlo Loffredo e Beatrice Guevara, donarono ai frati cappuccini l'intero edificio ad eccezione della Torre stessa. In seguito il castello fu adibito a lazzaretto, con all'interno una cappella dedicata a San Carlo: divenne così la sede dell'ospedale omonimo fino al 1935, quando l'ospedale si trasferì in una struttura più moderna. Negli anni sessanta venne disposto l'abbattimento del castello per far posto ad un edificio scolastico, permettendo di salvare la sola torre. Dal 2024 l'area antistante la Torre torna visitabile ai fruitori, dopo i lavori di abbattimento dell'edificio scolastico e di restauro della piazza con il recupero degli antichi confini perimetrali del castello.
Caserma LucaniaProgettata nel 1885 ed edificata nel 1896 sulla base del preesistente edificio del monastero dei Frati riformati, si presenta come una grande costruzione con all'esterno un paramento in pietra e delle file di bifore sovrapposte. Ha ospitato l'illustre Scuola Allievi Ufficiali di Artiglieria di Corpo d’Armata, appartenente al IV° Gruppo del 9º Reggimento d’Artiglieria, dal 1934 al secondo conflitto mondiale, e l'altrettanto glorioso 91º Battaglione fanteria "Lucania" dal 1977 al 2009. Dal 2019 è sede del Comando Legione Carabinieri "Basilicata".

### Altro

#### Vie e piazze
Via PretoriaL'intero pianoro del centro storico è attraversato da questa antica via, il cui nome e origine rimanderebbero secondo lo storico potentino Emmanuele Viggiano al tempo di Silla e delle guerre civili contro Mario, quando egli vinse quest'ultimo e ridusse a colonie militari romane sei delle città Lucane, tra cui Potenza. In ognuna di queste città Silla avrebbe stabilito il Pretorio e l'accampamento dei Pretoriani. Dunque doveva esistere un collegamento viario fra l'accampamento romano e il loro Comando, che secondo la tradizione romana venne chiamato via Pretoria. Questa via, che fungeva di fatto da decumano maggiore, si estende per tutto il centro storico a partire dal Largo di Portasalza fino alla Torre Guevara.
Piazza Mario PaganoLa piazza principale della città, detta comunemente Piazza Prefettura poiché ospita l'ottocentesco palazzo della Prefettura, sede del Prefetto e degli uffici provinciali. I lavori per la realizzazione di Piazza Mario Pagano iniziarono nel 1839 per volontà dell'intendente Winspeare, con l'abbattimento delle casette con sottani abitate da contadini e artigiani, ma furono completati solo tra il 1842 e il 1847 a opera dell'intendente Francesco Benzo, duca della Verdura. In origine chiamata piazza del Mercato, poiché vi si svolgeva il mercato della domenica, fu detta ufficialmente piazza dell'Intendenza, dato che vi si affacciava il palazzo del governo, sede dell'intendente e piazza Prefettura dopo l'Unità d'Italia e la sostituzione dell'intendente con il prefetto. Intorno al 1870 fu intitolata a Mario Pagano ed è rimasta invariata fino alla ristrutturazione nel 2012 da parte dell'architetto Gae Aulenti. Ha ospitato due edizioni del programma "L'Anno che verrà" condotto da Amadeus, nel 2016 e 2019.
Piazza MatteottiIl centro cittadino, situato su un lungo e stretto pianoro a 819 metri di altitudine, gravita intorno a questa piazza, sulla quale si affacciano alcune delle case palazziate di maggior interesse architettonico della città. Piazza Matteotti, che era anticamente denominata piazza Sedile, prese il nome di piazza del Fascio durante il ventennio fascista ed il nome attuale dopo il 1944. Probabilmente risalente nel suo impianto originario all'epoca Angioina, ospitava il seggio dell'Università dove si riuniva il popolo in occasione delle assemblee. Sulla piazza si affacciavano botteghe e taverne e per decreto regio del 1810 vi si svolgeva il mercato alimentare. Sul lato meridionale, dove sorge il tempietto di San Gerardo, c'erano la cappella di San Domenico con la vicina torre, i locali della neviera per la raccolta della neve, la Porta e il vicolo della Beccheria, dove avveniva la macellazione degli animali e la vendita delle carni. In occasione della festa del patrono della città nella piazza veniva innalzata la cassa armonica per le esibizioni della banda musicale.

#### Ponti
A Potenza sono stati realizzati diversi ponti per consentire l'attraversamento del fiume Basento, alcuni dei quali sono di notevole interesse storico o architettonico.

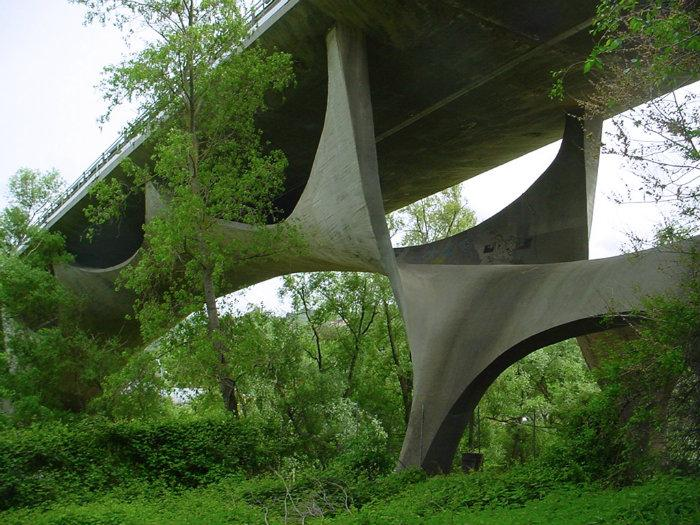
Il viadotto dell'industria sul fiume Basento, meglio noto come ponte Musmeci

Ponte MusmeciRealizzato dall'ingegnere Sergio Musmeci, mette in comunicazione la città con la tangenziale in direzione Salerno o Taranto. Concepito come oggetto scultoreo a scala urbana, fu progettato a partire dal 1967 e completato nel 1975. Il ponte, un'unica volta di trenta centimetri di spessore e quattro campate di circa settanta metri di luce ciascuna, attraversa sia il fiume Basento che i binari della ferrovia; è, secondo gli esperti, la massima espressione di quella filosofia della progettazione dove la forma è il frutto di un processo di ottimizzazione del regime statico. Si tratta di un'opera di straordinaria importanza per l'ingegneria e architettura mondiale ed è l'unico ponte riconosciuto e protetto come opera d'arte dal MiBAC.

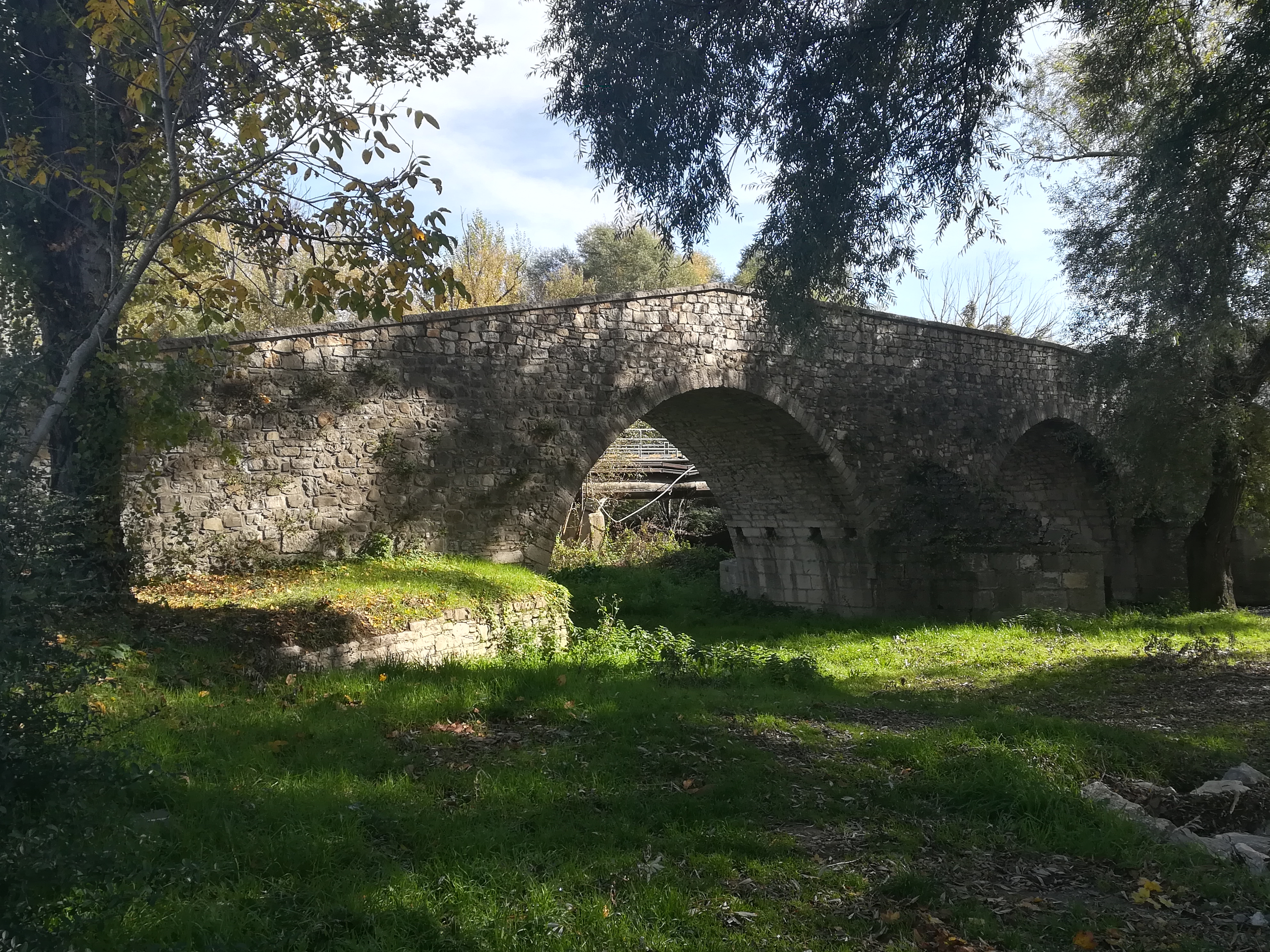
Il Ponte romano di Potenza, noto anche come Ponte di San Vito

Ponte di San VitoÈ il ponte sul Basento di maggiore interesse dal punto di vista storico: la costruzione sarebbe da porre in epoca tardo-romana, come evidente dai piloni, l'unico resto della struttura originaria, mentre tutta la parte superiore porta i segni di vari interventi di restauro avvenuti dall'età medioevale in poi. Il ponte è a tre luci a pianta rettilinea e poggia su due piloni centrali fondati nell'alveo del fiume. Anticamente chiamato ponte Sant'Aronzio, il ponte San Vito era parte integrante dell'antico percorso della via Herculea, che attraversando la Lucania toccava anche la città di Potenza. La denominazione iniziale del ponte, stando alla tradizione, si ricollega al ricordo del martirio di Sant'Aronzio, che giunto dall'Africa con i fratelli Onorato, Fortunaziano e Sabiniano, non volendo abiurare la propria fede cristiana, subì con essi tra il 238 e il 288 d.C. l'estremo supplizio presso il fiume Basento.

#### Statue

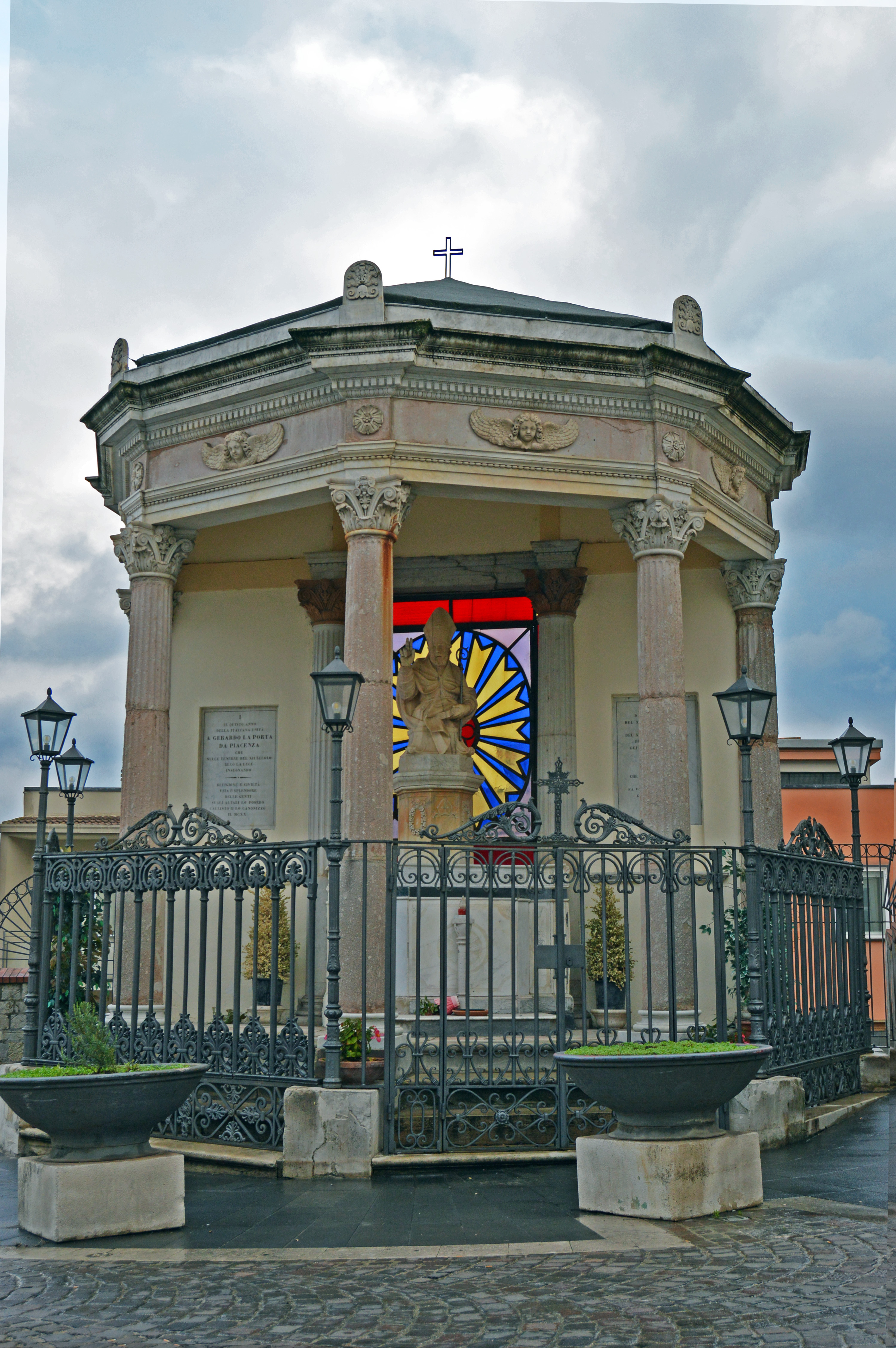
Tempietto di San Gerardo, opera degli scultori Michele ed Antonio Busciolano

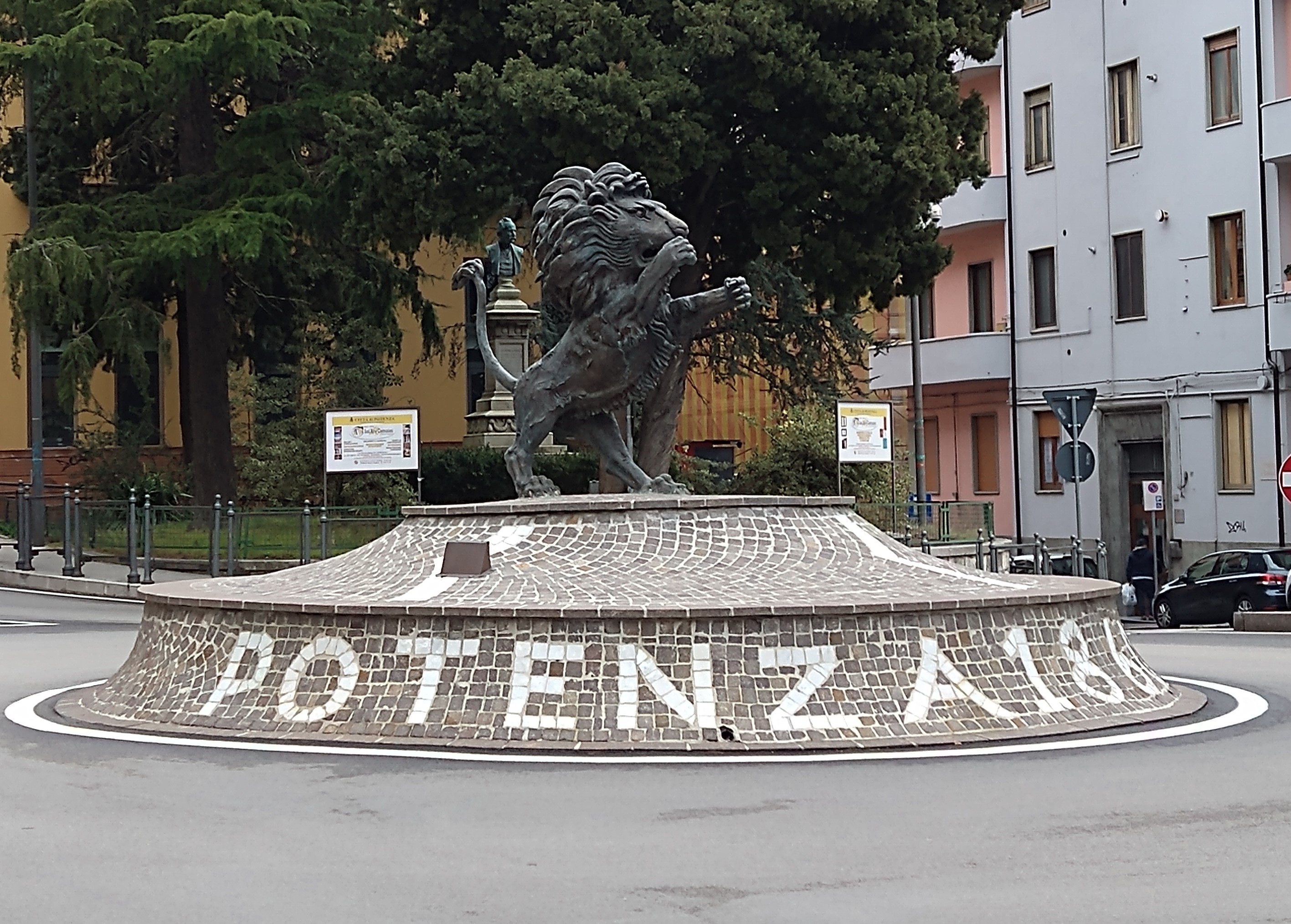
Statua del Leone Rampante, di Vito Natalino Giacummo

Tempietto di San GerardoEdicola votiva sita sul limite meridionale di piazza Matteotti e comunemente conosciuta come "San Gerardo di marmo", che ospita al suo interno una statua marmorea di San Gerardo, santo patrono della città. Il tempietto e la statua furono realizzati tra il 1861 e il 1866 dai fratelli scultori Antonio e Michele Busciolano, su progetto dell'architetto Giuseppe D’Errico, in sostituzione del tradizionale tempietto in legno che veniva realizzato annualmente dagli artigiani della città in onore del santo patrono. Il tempietto, in stile neoclassico, è una struttura in pianta esterna pentastile e pianta centrale a forma di mezzo ottagono, chiuso nella parte posteriore da un muro impreziosito da una vetrata colorata, mentre nella parte anteriore vi è un colonnato rivolto verso Piazza Matteotti. Ai lati della statua sono poste due iscrizioni, quella a destra ricorda l'edificazione dell'edicola, mentre quella a sinistra ricorda due eventi importanti della storia della città: l'attacco dei briganti nel 1809 e l'insurrezione del 18 agosto 1860.
Busto di ZanardelliMonumento risalente al 1910 ed ubicato in piazza Vittorio Emanuele II, è dedicato allo statista, politico e patriota Giuseppe Zanardelli, il quale si occupò della questione meridionale ed in particolare delle precarie condizioni della Basilicata prima con un viaggio ufficiale nel 1902, poi con l'approvazione della legge speciale per la Basilicata nel 1904.

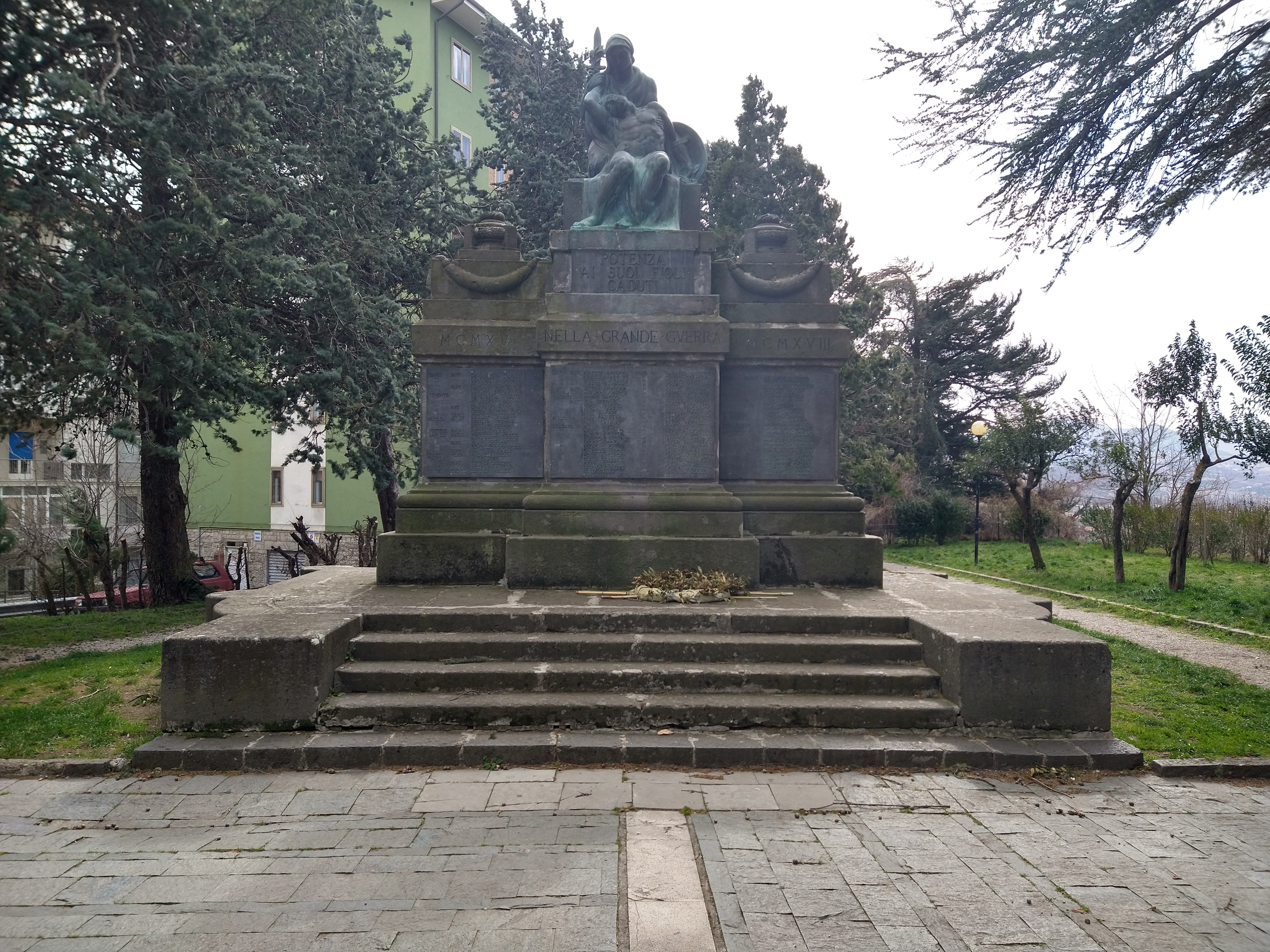
Monumento ai caduti potentini nella Grande Guerra, opera dello scultore Giuseppe Garbati

Monumento ai caduti della prima guerra mondialeMonumento commemorativo dedicato ai caduti potentini durante la prima guerra mondiale. Realizzato nel 1925 dallo scultore Giuseppe Garbati, vincitore del concorso per la realizzazione dell'opera tenutosi nel 1924. È costituito da un cippo monumentale in pietra e marmo sorretto da una base a gradoni; sulla sommità è posta una statua raffigurante una figura femminile in abiti antichi, armata di spada e scudo, che sorregge un uomo morente. Ai lati del gruppo vi sono motivi decorativi vegetali e lanterne votive. Tutte le facciate dell'opera presentano lastre marmoree recanti i nomi dei caduti di Potenza durante il conflitto.
Porta del GiganteScultura in bronzo di Antonio Masini, commemorativa della ricostruzione della città a seguito del terremoto del 1980, situata in piazza Vittorio Emanuele II.
Statua del leone rampanteStatua raffigurante il leone rampante, simbolo araldico della città. L'opera si presenta come un'imponente scultura bronzea di quattordici quintali, con altezza superiore ai due metri, pensata per essere sostenuta da un piedistallo sia per l'equilibrio strutturale che artistico. La sua realizzazione fu voluta dall'amministrazione comunale nel 2002 come simbolo cittadino, a seguito della disponibilità di fondi nazionali dedicati alla realizzazione di opere d'arte, e fu commissionata nel 2004 all'artista potentino Vito Natalino Giacummo, docente di scultura e fotografia presso l’Accademia di Belle Arti di Brera. La statua venne consegnata nel 2014 e, sebbene concepita per essere collocata in piazza Mario Pagano, è stata posta prima davanti al Palazzo di Città, poi in Largo Pignatari. Nel 2018 l'amministrazione ne decide lo spostamento in piazza Vittorio Emanuele II.

### Siti archeologici
In città sono state rinvenute numerose epigrafi romane, attualmente visibili su numerosi edifici del centro storico o nei musei e nelle chiese cittadine, che sono state oggetto di studio del grande storico Theodor Mommsen. Oltre a questi reperti ed al ponte romano di San Vito, a Potenza sono presenti due importanti siti archeologici risalenti uno all'epoca romana, l'altro all'insediamento degli antichi Lucani.
Villa romana di MalvaccaroLa villa romana di Malvaccaro è un sito archeologico di rilevante interesse situato nel moderno quartiere di Poggio Tre Galli. Rinvenuta a metà degli anni ottanta del XX secolo, si tratta di un'antica villa databile all'età post-costantiniana, che comprende cinque ambienti con mosaici gravitanti intorno ad un'aula absidata, con arte musiva risalente almeno al III secolo. Della villa sono stati ritrovati i muri perimetrali a nord-ovest e a nord-est ed altre strutture in direzione sud.
Fattoria lucanaNel 2008 è stato rinvenuto nei pressi di via del Gallitello un complesso abitativo, ubicato presso la confluenza del torrente omonimo con il fiume Basento, che risulta essere il più importante sito mai scoperto nell'ambito urbano di Potenza. Si tratterebbe di un'antica fattoria funzionale allo sfruttamento agricolo dell'area; l'esame dei manufatti ceramici e degli altri reperti rinvenuti fa ipotizzare una datazione tra la fine del IV e i primi decenni del III secolo a.C., quindi da mettere in relazione con il sistema insediativo dei Lucani in un momento precedente alla romanizzazione del territorio. Allo stato delle indagini questo insediamento sembrerebbe svilupparsi in almeno sei ambienti rettangolari, di cui si conservano parzialmente i muri perimetrali, occupando un'area di circa trecento metri quadrati. Il complesso è ancora in corso di scavo, sotto la direzione scientifica della soprintendenza per i beni archeologici della Basilicata.

### Aree naturali

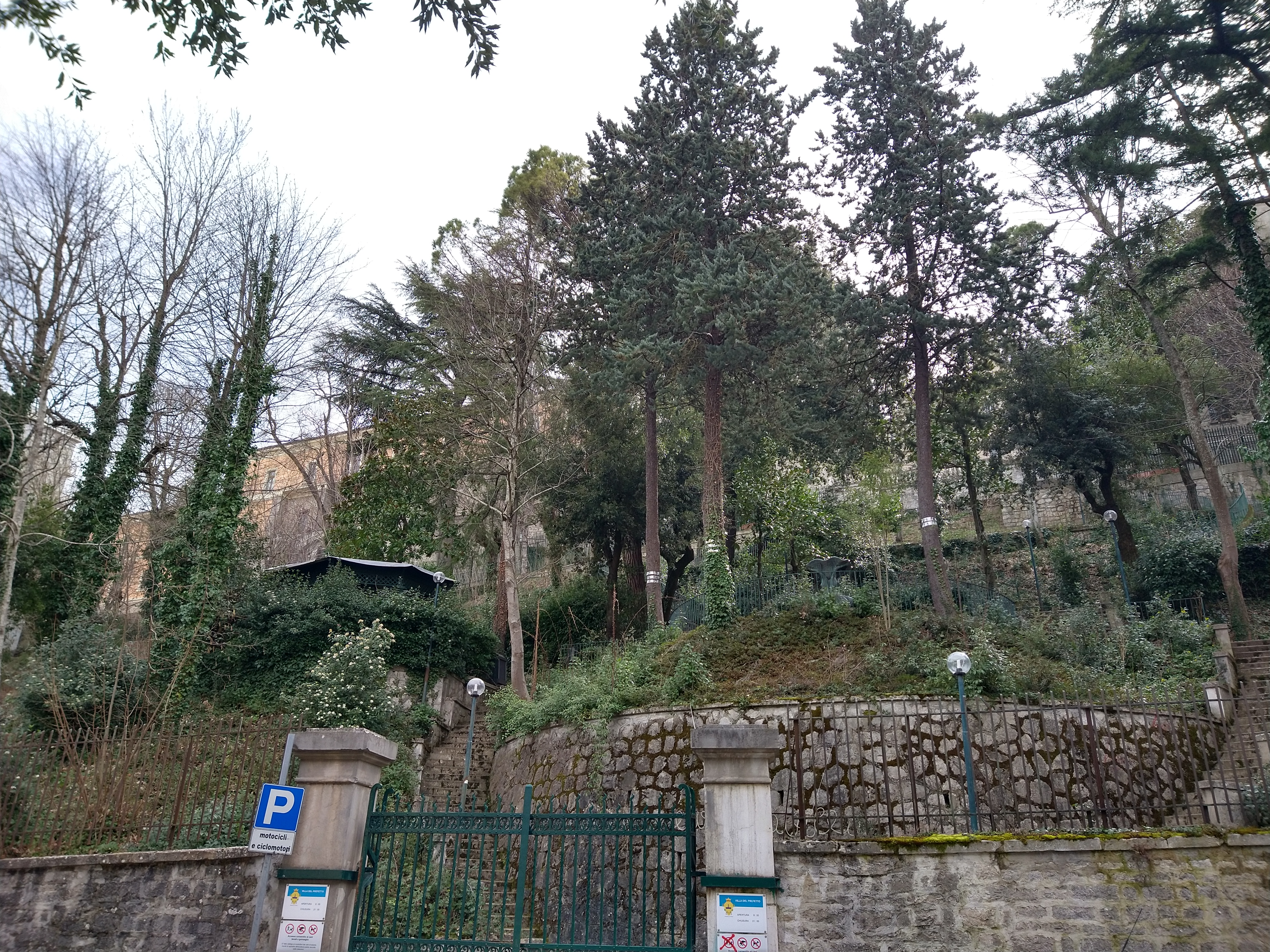
Giardini terrazzati della Villa del Prefetto

La città si caratterizza per la massiccia presenza di parchi: Potenza è infatti una delle città italiane con la maggiore superficie di verde urbano per abitante. Di seguito l'elenco delle principali aree verdi presenti nel suo territorio.

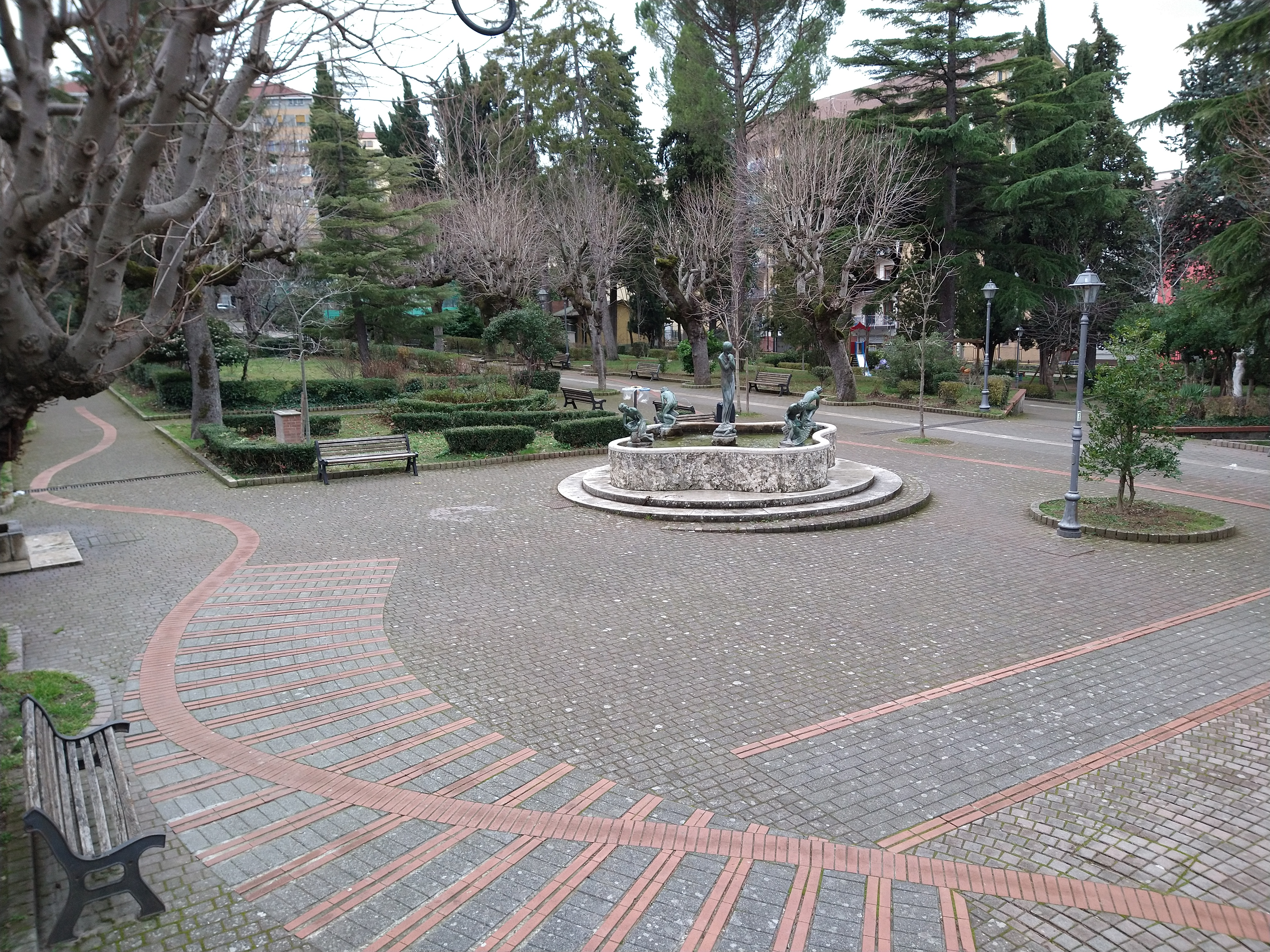
Villa comunale di Santa Maria

Villa comunale di Santa MariaUno dei parchi più importanti è la storica villa comunale che prende il nome dall'omonimo rione Santa Maria. Nacque come Orto agrario sperimentale nel 1823 a seguito del decreto di Gioacchino Murat del 1810, secondo il quale ogni provincia del Regno di Napoli doveva avere una Società di Agricoltura con relativo orto agrario, per incentivare lo studio e lo sviluppo del settore primario, in particolare della botanica. Le attività relative all'Orto sperimentale si arrestarono con l'unità d'Italia, a causa della chiusura della Società di Agricoltura e la struttura fu adibita a villa comunale. Attualmente l'area ospita varie specie di conifere, latifoglie, arbusti ornamentali e piccoli alberi, oltre ad impianti per la pratica di attività sportive all'aperto.

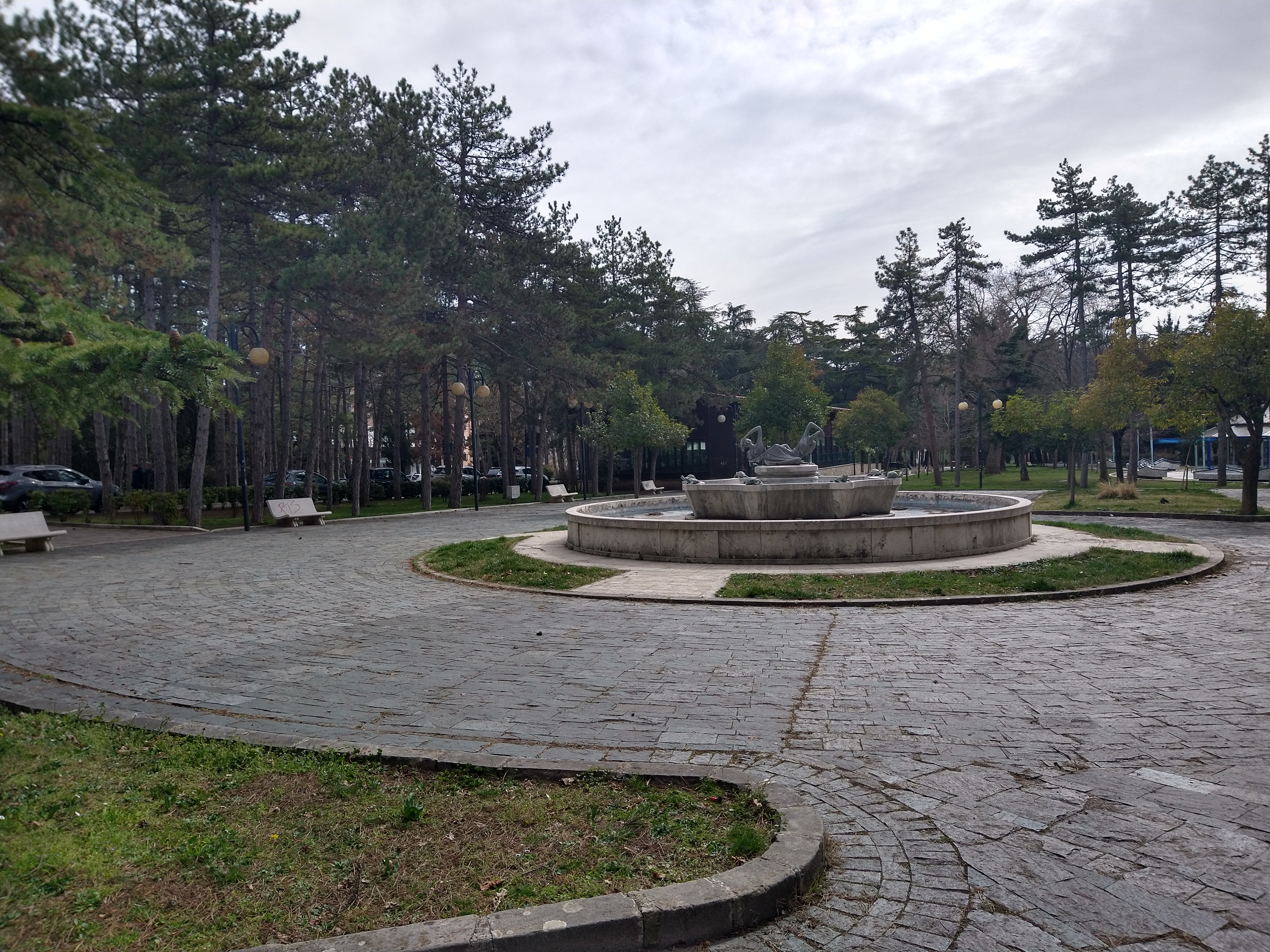
Veduta del Parco di Montereale

Parco di MonterealeSorge sulla collina prospiciente il pianoro del centro cittadino ed è un altro parco di rilevante interesse storico: costruito nel 1934, è stato inserito nell’inventario generale del “Censimento dei giardini storici della Basilicata”. Al suo interno si trovano una piscina, un campo da bocce, una pista da ballo ed un attrezzato palazzetto dello sport. Al centro del parco è collocato un monumento ai caduti.
Villa del PrefettoSituata in pieno centro storico, è un'area verde annessa al Palazzo della Prefettura. Inizialmente appartenente al monastero dei padri conventuali di San Francesco, utilizzata nel Settecento per scopi puramente agricoli, la villa vera e propria venne edificata solo nell'Ottocento. Caratterizzata da terrazze collegate da camminamenti e scalinate balaustrate, con fitta e rigogliosa vegetazione, nel 1934 viene trasformata seguendo lo stile dei giardini rinascimentali all’italiana. Dopo anni di chiusura per manutenzione è stata riaperta nel 2017 grazie ad un'iniziativa promossa da alcune associazioni civiche.
Parco fluviale del BasentoArea verde delimitata dal ponte di San Vito e dal ponte Musmeci, comprende al suo interno il lungofiume del Basento; è stata realizzata nel 2018 a seguito della riqualificazione dell'area vicina al corso d'acqua principale della città.
Parco Baden-PowellParco creato nel 1955 per volere della Direzione Sanitaria, che volle dotare di un'area verde lo spazio antistante la struttura ospedaliera che si trovava nella zona. Il 17 luglio 2002 venne intitolato a Robert Baden-Powell, su iniziativa degli scout di Potenza. L'area ospita nel corso dell'anno eventi di varia natura tra cui manifestazioni culturali, sociali, sportive e ricreative. Con una superficie di circa 25.800 metri quadri è uno dei più grandi parchi a disposizione della cittadinanza.
Parco del SeminarioArea verde adiacente al Seminario Pontificio Regionale, risalente al 1616. Venne ampliato e completato, nella seconda metà dello stesso secolo, dal vescovo conventuale Bonaventura Claverio.
Parco del Fiore Bianco (già Elisa Claps)Dedicato alla memoria di Elisa Claps, adolescente potentina scomparsa il 12 settembre 1993, vittima di omicidio. Il parco è attrezzato per le attività ginniche all'aperto e comprende un percorso di trekking.
Parco del RossellinoPolmone verde situato nella località omonima alla periferia sud della città, all'interno del quale si trova il Palazzetto dello Sport Antonello Pergola, detto anche Palapecora o Palarossellino.
Parco di Sant'Antonio La MacchiaUbicato nella periferia orientale della città, prende il nome dalla presenza di una chiesa dedicata al santo omonimo. In passato ha ospitato anche un monastero dell'ordine dei Cappuccini, che vi si insediarono nel 1530.
Parco dell'Europa UnitaDi recente costruzione, è compreso nel popoloso quartiere di Poggio Tre Galli. È dotato di una pista ciclabile e di un percorso pedonale accessibile a persone con ridotta mobilità.
Parco RadiciArea verde creata nel 2018 all'interno del moderno quartiere di Poggio Tre Galli, comprende un bike park ed un'area dedicata ai cani.
Parco Tre FontaneParco realizzato nel 2009 nell'ambito di un progetto di riqualificazione urbana dei quartieri Lucania, Parco tre Fontane e Francioso.
Parco AuroraParco presente nell'omonimo quartiere ed inaugurato con la piazza dei Comuni nel 2021.
Parco Albino PierroParco situato nell'omonima piazza nel rione Macchia Giocoli ed inaugurato nel 2021.
Parco ZaraGiardini ubicati tra via Trieste e via Zara.
Parco PortofinoSpazio verde realizzato nell'omonima via, nel rione Parco Aurora.
Parco GuevaraParco in fase di realizzazione con la riqualificazione dell'area a ridosso dell'omonima torre, ai margini est del centro storico.
Parco BucalettoArea verde di piazza Vairo dotata di quattro aiuole, in mezzo alle quali sorgono quattro fontane circolari, costituite da semplici vasche con interno profondo 25 cm e bordo arrotondato di forte spessore dotato di canaletto di raccolta dell’acqua di tracimazione, ma utilizzabile anche come panchina. La grande fontana centrale è costituita da quattro accessi a ponte che conducono ad una sopraelevata sotto forma di rotonda sulla vasca d’acqua. Al centro della rotonda si trovano una scultura alta circa 7 metri, che presenta una forma geometrica a cinque tubi e realizzata in acciaio ed alluminio. Nel perimetro della piazza si svolge invece un'area ciclopedonale.
Vallone Santa LuciaArea a valle di via Mazzini, dal 1985 attraversata dalla cosiddetta Fondovalle rinominata poi viale dell'UNICEF, nonché dal sistema di scale mobili.

## Società

### Evoluzione demografica

#### Periodo preunitario
Abitanti stimati
| Anno | Abitanti |
| ---- | -------- |
| 1277 | 2 600    |
| 1648 | 7 038    |
| 1757 | 5 484    |
| 1830 | 9 000    |

#### Periodo postunitario
Abitanti censiti

### Etnie e minoranze straniere
Al 31 dicembre 2023 gli stranieri residenti nel comune erano1684, ovvero il 2,62% della popolazione. Di seguito sono riportati i gruppi più consistenti:
- Romania 361
- Nigeria 172
- Bangladesh 123
- Ucraina 82
- Marocco 81

### Lingue e dialetti
Insieme ai dialetti di alcuni comuni limitrofi (Tito, Vaglio Basilicata, Pignola e Picerno) quello potentino appartiene ai cosiddetti dialetti gallo-italici di Basilicata.

### Tradizioni e folclore
La parata dei turchi di Potenza è una parata in costume che si tiene annualmente la sera del 29 maggio, in cui si rappresenta il leggendario intervento di San Gerardo per salvare la città dall'invasione dei Turchi, evento privo di veridicità storica ma che fa parte del folclore locale. Nella parata generalmente, oltre ad essere rappresentati San Gerardo, gli invasori Turchi ed i soldati medievali difensori della città, sfilano anche dei figuranti che rappresentano il popolo potentino dei secoli XII, XVI e XIX, indossando i vestiti e i costumi tradizionali di quei periodi storici. Il 30 maggio i festeggiamenti in onore del santo si concludono con una processione religiosa che percorre le strade del centro storico.
La parata dei turchi di Potenza è stata riconosciuta Patrimonio d'Italia per la tradizione dal Ministero del Turismo nel 2011, Patrimonio immateriale d’Italia dall'Istituto centrale per la demoetnoantropologia, "Meraviglia Italiana" dal Forum nazionale dei Giovani.

### Istituzioni, enti e associazioni
Potenza, in quanto capoluogo di regione, è sede del governo della regione Basilicata e del governo della provincia di Potenza.
Tra le istituzioni pubbliche con sede a Potenza si ricorda anche l'Autorità interregionale di bacino della Basilicata, ente che gestisce il bacino idrografico dei principali fiumi che attraversano la Basilicata, il cui territorio di competenza si estende anche ad alcuni comuni limitrofi appartenenti alla Puglia ed alla Calabria.
A Potenza ha sede l'ospedale San Carlo, azienda ospedaliera pubblica tra le più grandi del Mezzogiorno per estensione e numero di posti letto, che nel 2013 è stata classificata dal quotidiano Il Sole 24 ore come miglior ospedale del Sud Italia, dodicesimo a livello nazionale, per la qualità del servizio offerto. Fu fondato ufficialmente il 2 ottobre 1810 sotto il governo di Gioacchino Murat, anche se le sue origini risalgono al 1626 con l'istituzione di un'opera pia da parte dei frati cappuccini nei locali del castello cittadino, che ricevettero in donazione della contessa della città, Beatrice Guevara.
A Potenza si trova anche una delle tre sedi dell'Opera Don Uva, ovvero il Centro di riabilitazione Don Uva, istituto privato aperto nel 1954 che si occupa della cura, della riabilitazione e dell'accoglienza di pazienti affetti da Alzheimer e da altre malattie mentali degenerative o causanti disabilità.
Sia l'ospedale San Carlo che il Centro di riabilitazione Don Uva si trovano nella zona ospedaliera di Potenza.

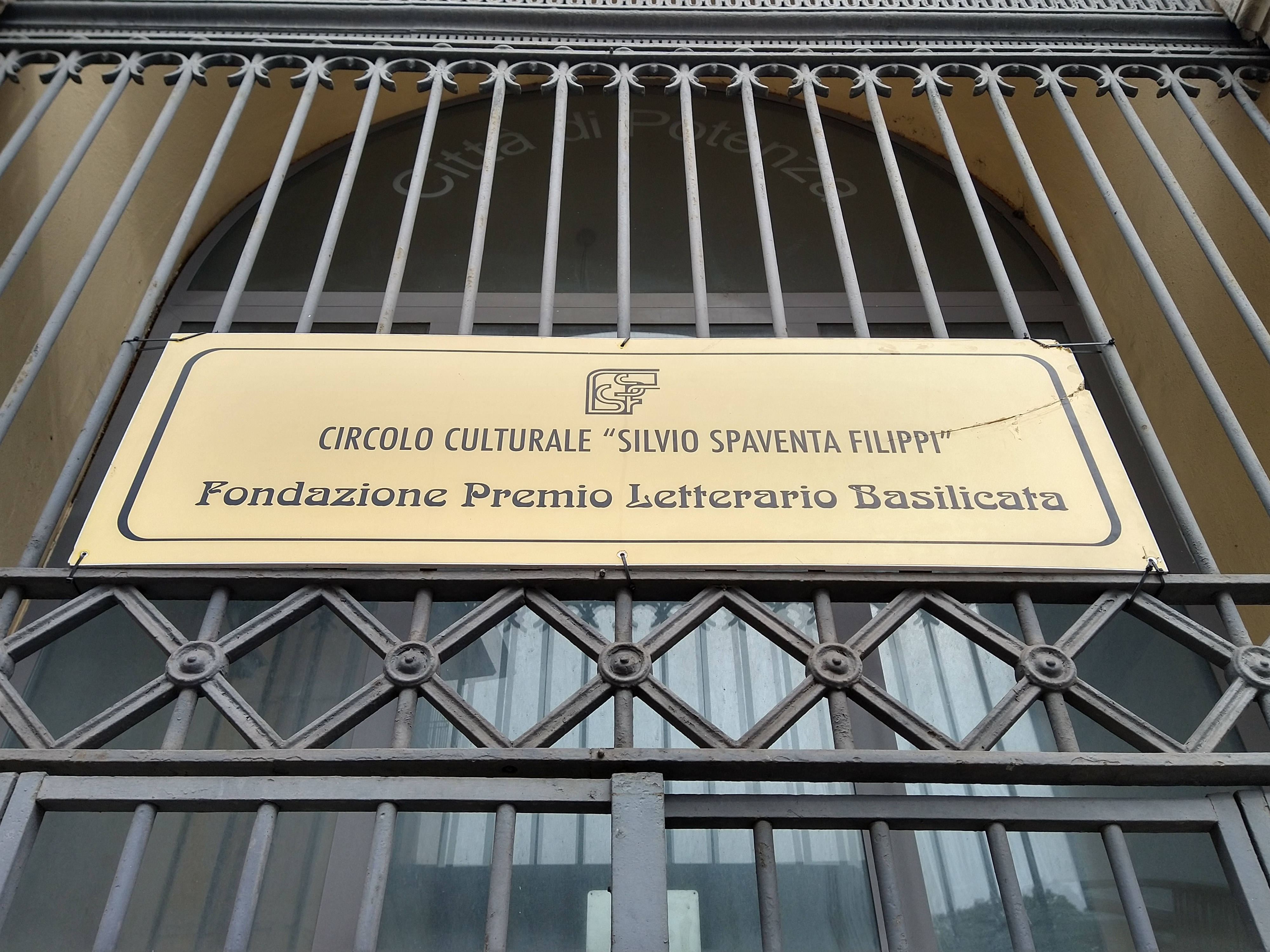
Insegna del Circolo culturale Silvio Spaventa Filippi, sede della Fondazione Premio Letterario Basilicata

Un altro istituto storico per la sanità cittadina è stato l'Istituto Clinico Lucano "Clinica Luccioni", struttura privata che era situata nei pressi del centro storico che si occupava della diagnosi e della cura di patologie acute pertinenti alla chirurgia generale ed all'ortopedia traumatologica. Fondata nel 1947 come "Clinica Luccioni", garantì molti servizi sanitari essenziali alla popolazione della provincia di Potenza, ed anche a parte di quella della provincia di Matera, nel periodo in cui le strutture dell'ospedale San Carlo erano in attesa di ricostruzione dopo essere state distrutte dai bombardamenti durante il secondo conflitto mondiale. L'istituto ha attraversato una forte crisi a partire dal 2017, anno in cui sono stati licenziati tutti i suoi dipendenti ed è stata revocata la convenzione con la regione Basilicata a causa di una riduzione del fatturato, della mancata assegnazione di nuovi posti letto e di contenziosi con l'amministrazione. Nel 2019 alcuni imprenditori potentini hanno dichiarato di voler avviare un progetto imprenditoriale per riaprire lo storico istituto ed assumere tutti gli ex dipendenti.
Potenza è anche sede del Circolo Culturale "Silvio Spaventa Filippi", che rappresenta una delle principali associazioni culturali della Basilicata: fondato nel 1969, è promotore dal 1972 del Premio Letterario Basilicata, annovera tra i suoi collaboratori e membri esponenti di spicco della cultura lucana ed italiana e pubblica dal 2001 la rivista culturale Leukanikà, accreditata come rivista scientifica dall’Agenzia nazionale di valutazione del sistema universitario e della ricerca.

## Cultura

### Istruzione

#### Archivi e biblioteche
L'Archivio di Stato di Potenza conserva documenti ed atti prodotti da uffici pubblici, studi notarili ed istituzioni religiose soppresse relativi all'intera Basilicata fino al 1955, anno in cui venne istituito l'Archivio di Stato di Matera; a partire da quella data in poi l'Archivio di Potenza custodisce solo gli atti relativi alla rispettiva provincia.
L'Archivio storico del comune di Potenza fu istituito con delibera di Consiglio n. 1501 del 31 ottobre 1994 come sezione separata di archivio, in attuazione di quanto previsto dall’art. 30 del DPR 1409 del 30 settembre 1963. Conserva circa 6000 documenti, in gran parte atti prodotti dall’amministrazione comunale e da alcuni enti presenti sul territorio, che coprono un arco temporale che va dall’inizio dell’Ottocento fino agli anni Settanta del Novecento, pur se con diverse lacune.
La Biblioteca nazionale di Potenza, nata come sede distaccata della Biblioteca nazionale di Napoli nel 1974 e divenuta autonoma nel 1984, ospita una collezione di oltre 200 000 unità bibliografiche, alcune di notevole pregio risalenti ai secoli XVI, XVII e XVIII, oltre alla collezione di opere d'arte dell'artista italoamericano Albert Friscia.
La Biblioteca provinciale di Potenza, istituita nel 1893 e inaugurata nel 1901, è la prima biblioteca pubblica della Basilicata. È una delle biblioteche italiane cui spetta di diritto il deposito di una copia di tutto quanto viene pubblicato in Basilicata. Ospita una collezione di circa 140 000 unità bibliografiche, tra cui una notevole raccolta di opere locali che annovera monografie a partire già dal 1600 e un patrimonio emerografico del XIX e del XX secolo, in gran parte digitalizzato.

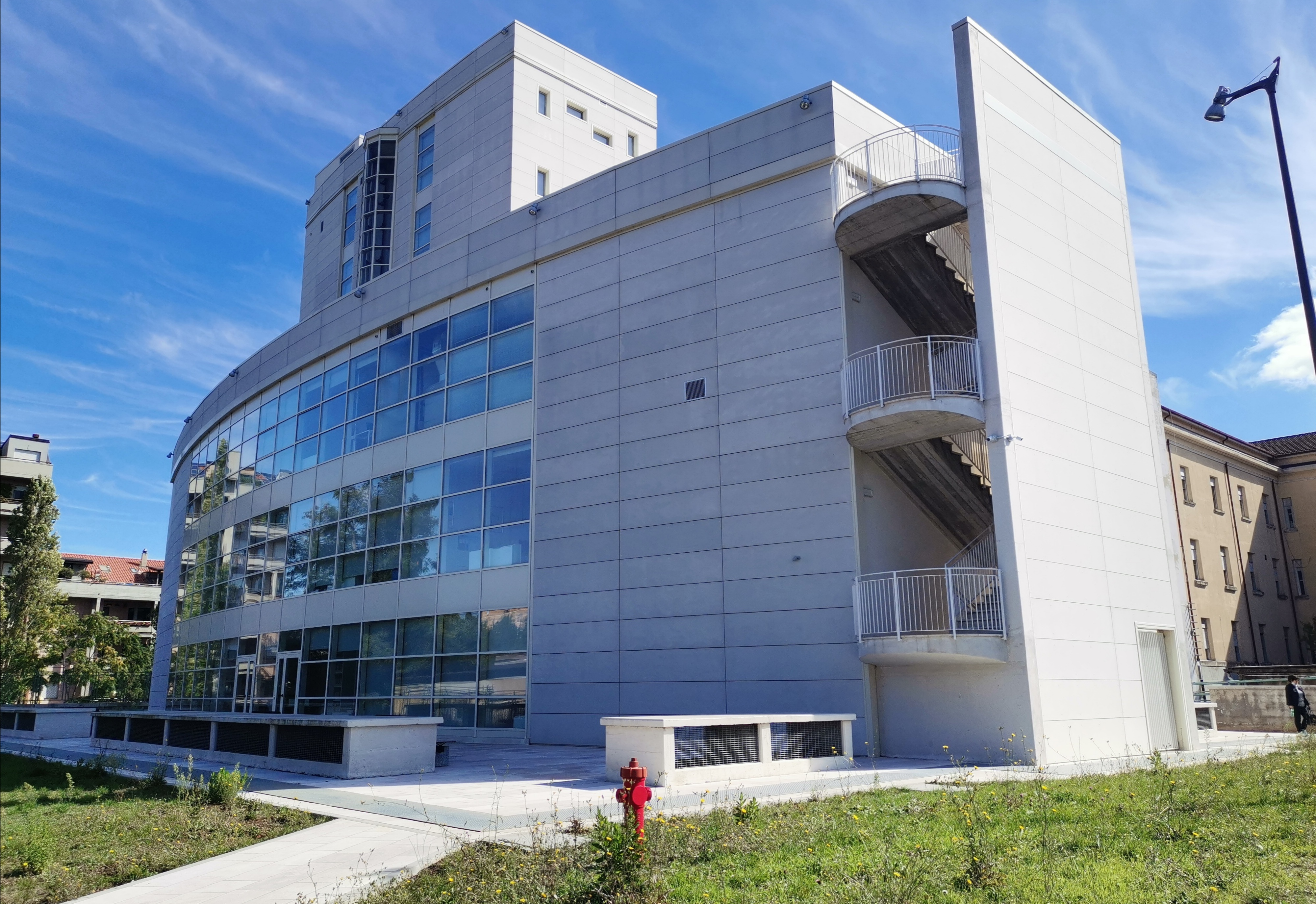
La sede del Polo bibliotecario in via don Minozzi

Il 14 ottobre 2017 è stato sottoscritto un protocollo d’intesa tra il Ministero dei beni e delle attività culturali e del turismo, la regione Basilicata e la provincia di Potenza, che ha decretato la nascita del Polo culturale integrato del territorio, che ha riunito la Biblioteca provinciale e la Biblioteca nazionale di Potenza, cui è stata affidata la gestione del Polo. Il protocollo d’intesa che ha portato all’integrazione funzionale e gestionale delle due biblioteche, è stato sottoscritto nell’immobile denominato Bibliomediateca provinciale, appartenente al patrimonio edilizio della provincia di Potenza. La direzione del Polo è stata affidata alla Biblioteca nazionale di Potenza.
A Potenza ha sede anche la Biblioteca della Deputazione di Storia Patria per la Lucania, che contiene principalmente testi di carattere storico riguardanti tematiche relative al Mezzogiorno d'Italia e alla Basilicata, nonché pubblicazioni periodiche e non di altri istituti culturali e storici con i quali la Deputazione ha rapporti.
La Biblioteca per l'infanzia comunale di Potenza venne istituita nel 1983 ed è rivolta interamente ad un’utenza di età infantile ed adolescenziale; ha un patrimonio librario costituito da oltre 14 000 volumi ed ha spazi ed ambienti idonei per l'accoglienza di bambini ed adolescenti, dove periodicamente si organizzano attività ad essi dedicate.

#### Ricerca
Le istituzioni che si occupano di attività di ricerca presenti in città sono l'Università degli Studi della Basilicata, negli ambiti dei rispettivi dipartimenti e scuole, e l'Ospedale San Carlo, che affianca l'attività scientifica in ambito medico all'erogazione dei servizi tipici di una struttura ospedaliera.

#### Scuole
Nella città di Potenza, oltre ad istituti scolastici prescolari, scolastici di primo e di secondo grado inferiore, sono presenti la maggior parte degli istituti scolastici superiori, tra cui il liceo classico Quinto Orazio Flacco e il liceo scientifico Galileo Galilei.
La città ospita anche un conservatorio statale, il Conservatorio Carlo Gesualdo Da Venosa, dal 1971.

#### Università

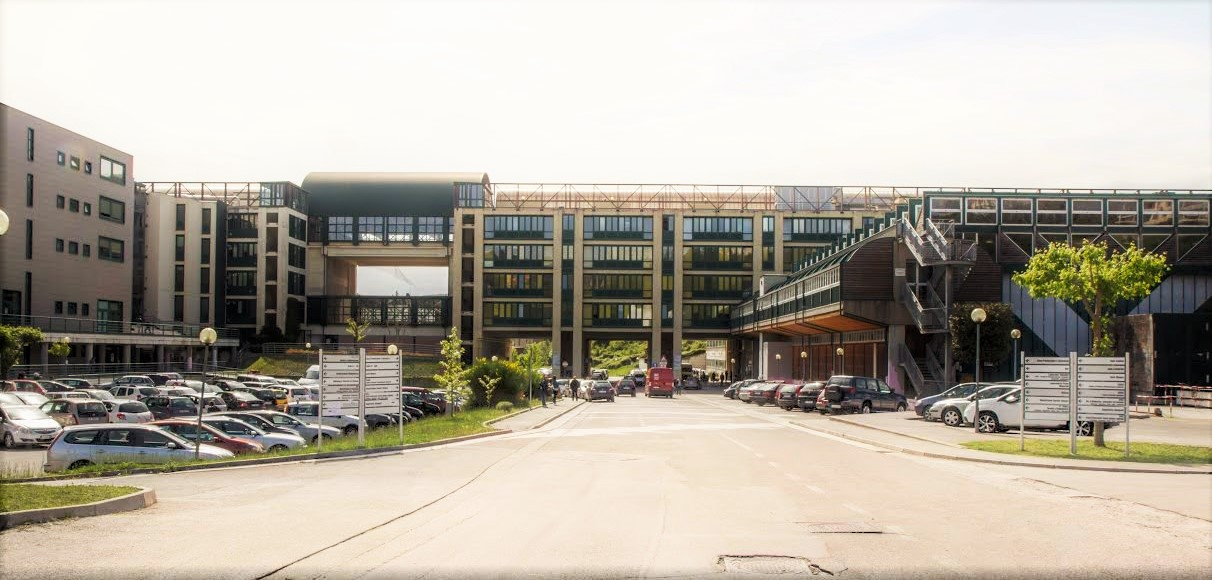
Cittadella universitaria del polo tecnico-scientifico dell'Unibas

Potenza è la sede legale dell'Università degli Studi della Basilicata, unica università statale lucana, a partire dal 1982, anno della fondazione dell'ateneo.
A Potenza sono operativi due poli dell'Università della Basilicata: il più antico ospita tradizionalmente facoltà e dipartimenti afferenti a discipline umanistiche, mentre il secondo, ospitato nella struttura appositamente progettata dall'architetto Lucio Barbera, più moderno, è strutturato come cittadella universitaria e costituisce il polo delle discipline tecniche e scientifiche.
Potenza ospita anche una sede distaccata della facoltà di medicina e chirurgia dell'Università Cattolica del Sacro Cuore a partire dal 1997, a seguito della stipula del protocollo di intesa sottoscritto tra l'ateneo e la regione Basilicata.
A Potenza si trova anche la Scuola Superiore per Mediatori Linguistici della Basilicata, istituzione universitaria pubblica a gestione privata creata nel 2017 dal MIUR. I corsi della Scuola includono lo studio di numerose lingue europee ed extraeuropee, rendendola una tra le prime in Italia come offerta didattica linguistica.
In passato la città ha ospitato anche una sede distaccata della facoltà di scienze motorie dell'Università degli Studi di Napoli "Parthenope". La sede nacque nel 1980, quando l'ISEF di Napoli stipulò una convenzione con l'amministrazione comunale potentina. Fu in seguito soppressa nel 2011 per effetto della riforma Gelmini.

#### Musei
Di seguito la lista delle principali istituzioni museali presenti in città.
- Museo archeologico nazionale della Basilicata "Dinu Adamesteanu". Sito nei locali di palazzo Loffredo, è l'istituzione museale principale della città, dedicata alla memoria dell'archeologo Dinu Adameșteanu. Vi sono esposti reperti archeologici delle popolazioni italiche della Lucania preromana, nonché reperti provenienti dalle colonie romane di Potentia, Grumentum e Venusia.[154]
- Museo archeologico provinciale. Il secondo museo archeologico della città, custodisce reperti preistorici, protostorici e della prima età del ferro, oltre a una collezione di oggetti risalenti al periodo compreso tra l’VIII e il V secolo a.C.[154]
- Pinacoteca provinciale. Ospita sculture e dipinti di proprietà dell’Amministrazione Provinciale, tra i cui si ricordano la Crocifissione e la Deposizione degli artisti Antonio e Costantino Stabile.[154]
- Museo diocesano. Situato nel centro storico, custodisce reperti storici e artistici di proprietà della diocesi potentina, tra cui spiccano gli oggetti sacri realizzati da maestri artigiani napoletani tra XVI e XIX secolo.[154]
- Galleria espositiva della Biblioteca nazionale di Potenza. Questa galleria situata all'interno della Biblioteca nazionale espone in forma permanente la collezione delle opere dell'artista italoamericano Albert Friscia, composta da 96 dipinti, 65 sculture in bronzo e marmo e 10 opere cinetiche.[155]
- Galleria civica comunale. Situata nei locali del Palazzo Loffredo, ospita mostre di arte figurativa a tema di autori italiani ed europei. È annessa ai locali dell'antica Cappella dei Celestini del palazzo, anch'essa utilizzata come spazio espositivo.[156][157]
- Museo d'arte figurativa contemporanea. Dedicato all'arte figurativa della prima metà del Novecento, custodisce circa 450 opere pittoriche e sculture di prestigiosi artisti lucani, italiani e stranieri. Le opere sono esposte, ciclicamente, nell'ambito di mostre temporanee a tema.[158][159]

### Media

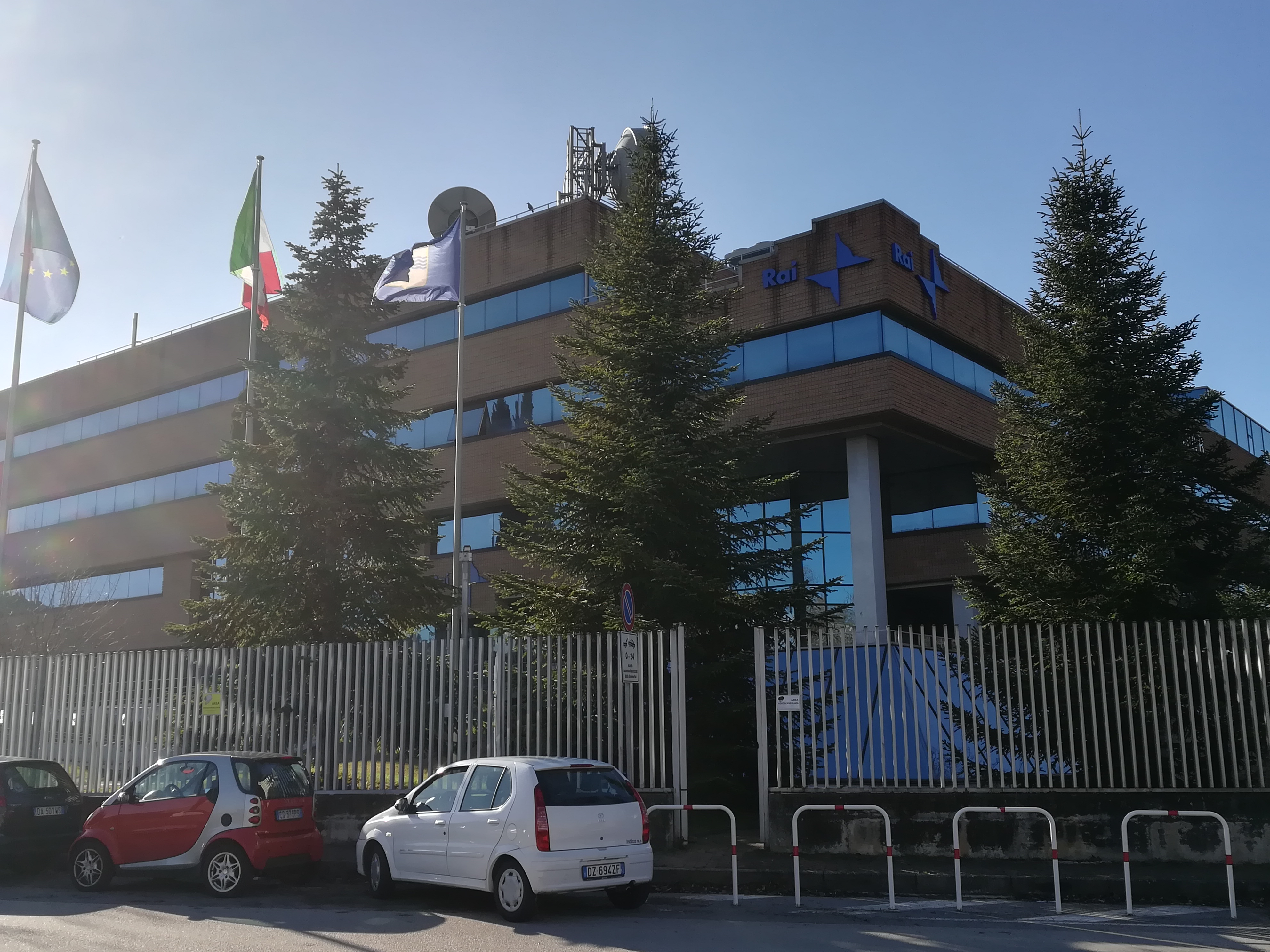
Sede Rai di Potenza, sede regionale per la Basilicata

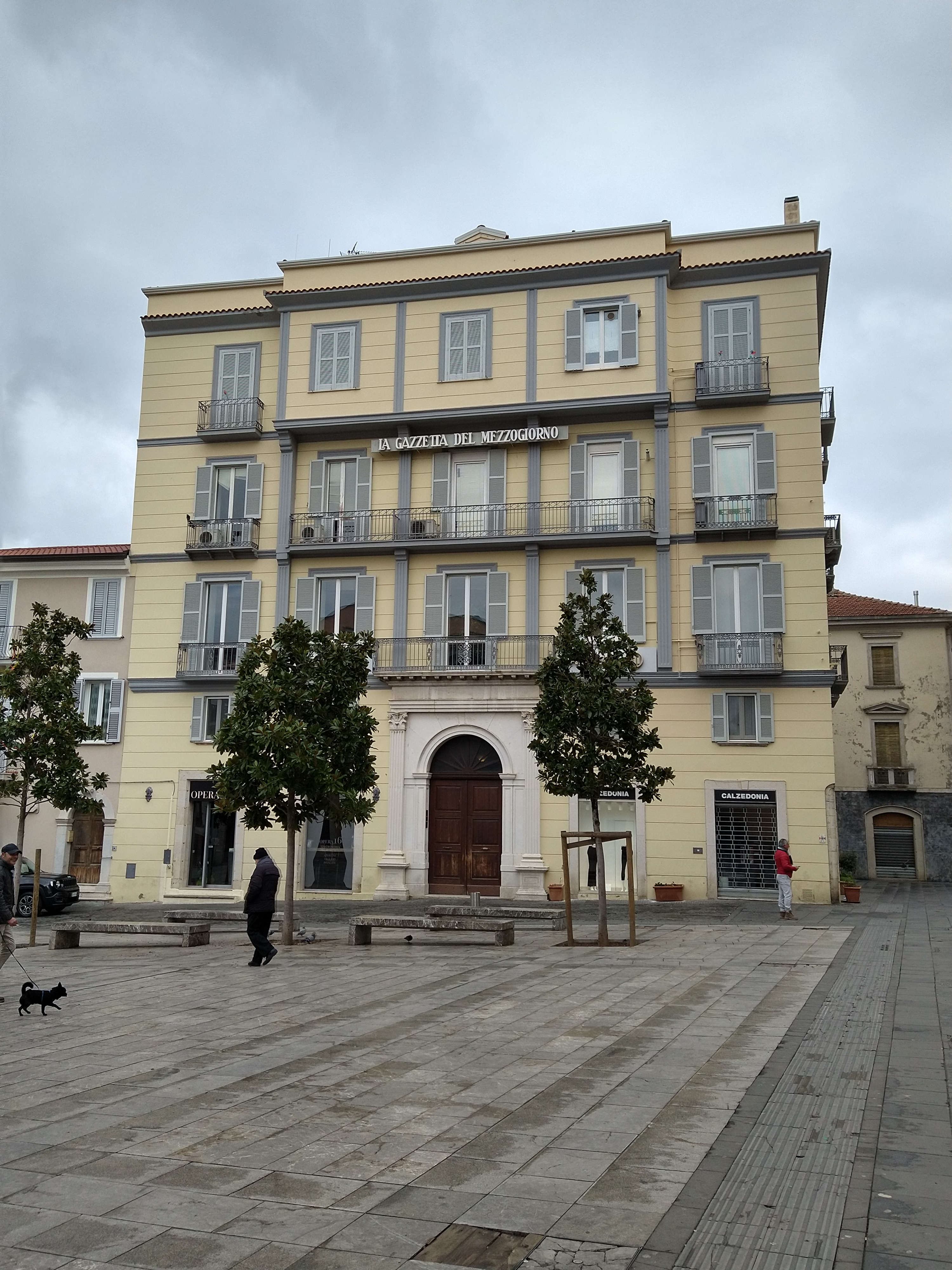
Sede potentina de La Gazzetta del Mezzogiorno, in piazza Mario Pagano

#### Stampa
A Potenza ha sede la redazione regionale per la Basilicata dell'ANSA.
Hanno inoltre sede a Potenza le redazioni locali de La Gazzetta del Mezzogiorno, che pubblica l'edizione locale Gazzetta di Potenza, e de Il Quotidiano del Sud, che pubblica l'edizione locale, Il Quotidiano della Basilicata.
La città ospita anche la sede di diverse testate giornalistiche di importanza regionale quali il Giornale Lucano, primo quotidiano lucano ad essere pubblicato anche online, Controsenso Basilicata, Il Lucano Magazine, La Nuova del Sud e Cronache Lucane, quest'ultimo facente parte del gruppo editoriale AGI.

#### Radio
La sede Rai di Potenza si occupa della produzione radiofonica regionale della Rai in Basilicata.
A Potenza nacque una delle prime radio locali della regione Basilicata, ovvero Radio Potenza Centrale, che iniziò le sue trasmissioni sin dal 1973 e che oggi rappresenta il mezzo editoriale lucano col maggior numero di contatti quotidiani; è l’emittente lucana che possiede più impianti di trasmissione nel meridione d'Italia, le cui trasmissioni sono diffuse, oltre che in tutta la Basilicata, anche in Campania, Puglia, e Calabria.
Radio Potenza Centrale fa parte del gruppo editoriale AGI, sempre con sede a Potenza, di cui fanno parte anche le radio locali Radio Globo e Radio Eva.
Hanno inoltre sede a Potenza altre radio locali, quali Radio Tour, Radio Carina, anch'esse a diffusione interregionale nel Sud Italia, Radio Idea e Radio Città.

#### Televisione
Potenza ospita la sede regionale della Rai per la Basilicata, che cura la programmazione regionale lucana delle trasmissioni televisive dell'azienda.
Oltre alla sede regionale della Rai, a Potenza ha sede anche la redazione di Telenorba per la Basilicata.
Il gruppo editoriale potentino AGI è proprietario di cinque emittenti televisive locali: Mojito Tv, Tele Studio, Basilicata 1, Cronache Lucane Tv, Potenza Centrale Tv. Sempre per quanto riguarda le emittenti locali, a Potenza hanno sede La Nuova Tv, che fa parte dello stesso gruppo editoriale del quotidiano La Nuova del Sud, CarinaTV, facente parte del gruppo editoriale di Radio Carina ed infine Lucania.tv.

### Arte
A Potenza operò, dal 1608 al 1612, Giovanni De Gregorio, detto il Pietrafesa, uno dei maggiori pittori lucani del Seicento, appartenente alla scuola napoletana; Potenza in particolare è la località che ospita il maggior numero di tele del Pietrafesa, ben cinque, ed è inoltre la città in cui si trovano tutte le opere della fase giovanile dell'artista.
Potenza diede i natali ai tre fratelli Antonio, Michele e Vincenzo Busciolano, scultori del XIX secolo formati presso il Reale Istituto di belle arti di Napoli, attivi tra il capoluogo partenopeo e quello lucano; furono in particolare allievi del maestro Tito Angelini.
Potenza ospitò anche il noto pittore veneziano Mario Prayer, che operò in città negli anni trenta e quaranta del 1900. Dal 1933 al 1935 egli realizzò assieme al fratello Guido, su commissione dell'allora vescovo Augusto Bertazzoni, il ciclo di affreschi della Cattedrale San Gerardo, oltre ad altri dipinti nella Chiesa di San Michele e nella Chiesa della Trinità; il Prayer tornò ad operare a Potenza dal 1945 al 1954 per restaurare alcuni dipinti ed opere d'arte delle chiese del centro storico danneggiati durante il secondo conflitto mondiale e per affrescare la Cappella del Beato Bonaventura.
Nel campo delle arti visive e della pittura contemporanea in particolare, Potenza è stata nel novecento una notevole fucina di artisti di rilevanza nazionale ed internazionale, tra cui si ricordano Italo Squitieri, pittore impressionista e futurista; Mauro Masi, artista influenzato dall'impressionismo francese; Antonio Masini, pittore, incisore e scultore di fama internazionale nativo di Calvello ma attivo nel capoluogo lucano soprattutto nell'ultima fase della sua vita; Nino Tricarico e Rocco Falciano, anch'essi pittori e scultori; Michele Giocoli, riconosciuto tra i caposcuola della pittura lucana; Francesco Ranaldi, archeologo oltre che pittore di stile espressionista.
Nel campo del design grafico si sono infine distinti i potentini Michele Spera, noto designer della comunicazione e Riccardo Dalisi, artista, architetto e designer di fama internazionale vincitore del Premio Compasso d'oro nel 2014.

### Teatro

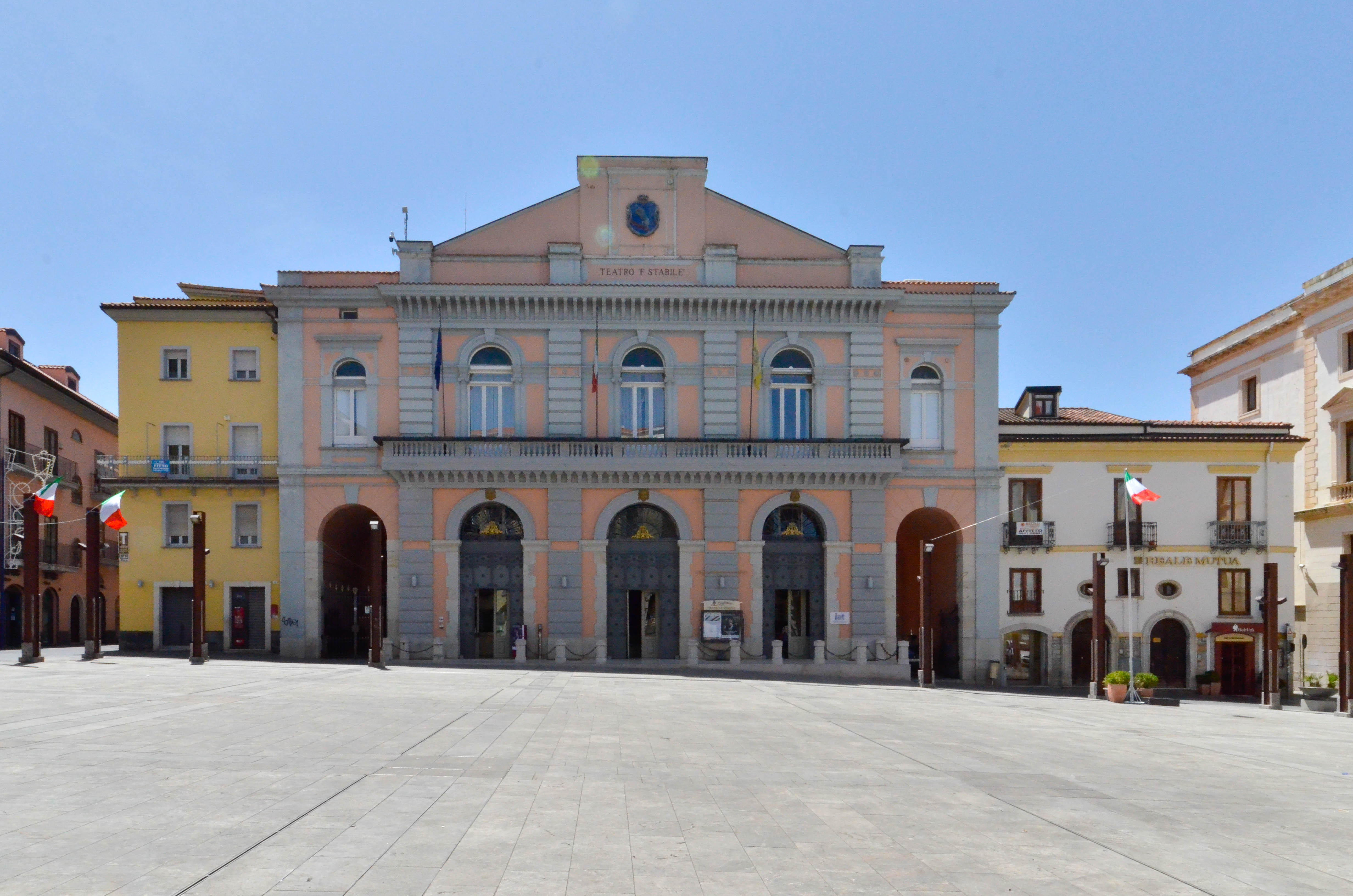
Teatro Francesco Stabile

Il Teatro Francesco Stabile di Potenza costituisce uno dei punti di riferimento culturali della città e della regione: è l'unico teatro lirico della Basilicata, edificato alla fine dell'Ottocento e dichiarato nel 2014 teatro storico lucano.
Il Cineteatro Don Bosco, edificato nei primi anni ottanta all'interno dell'Opera salesiana di Potenza, con i suoi 604 posti a sedere è la struttura teatrale più capiente della provincia di Potenza.
In città hanno sede numerose compagnie teatrali di antica tradizione e di diverso genere: vi sono compagnie di prosa, di teatro dialettale, di cabaret e teatro comico, oltre a varie compagnie teatrali amatoriali e laboratori di teatro.

### Musica

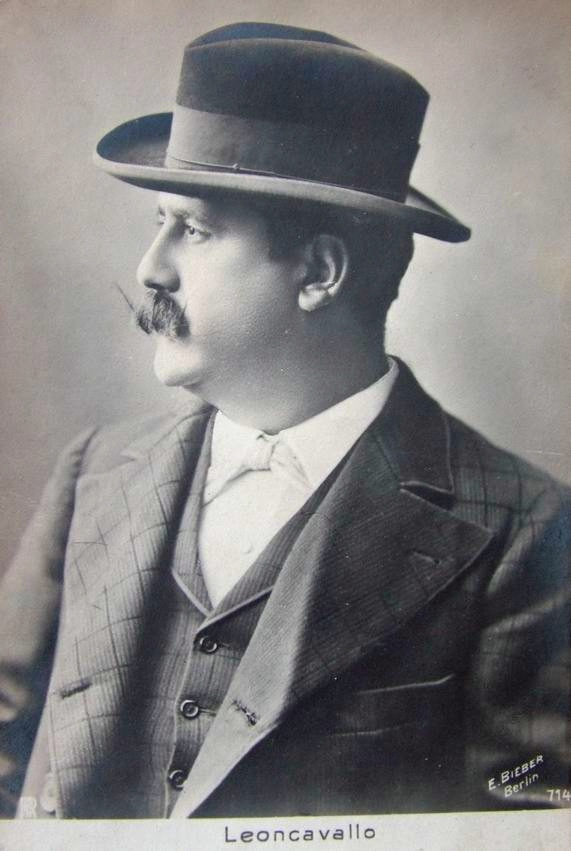
Ruggero Leoncavallo, compositore legato alla città di Potenza

A Potenza visse ed operò, nella prima metà dell'Ottocento, il maestro Francesco Stabile, uno dei principali compositori lucani, a cui è dedicato il teatro cittadino; Potenza ospitò anche, tra il 1876 ed il 1879, il compositore lirico Ruggero Leoncavallo, che nella città lucana tenne lezioni di pianoforte e conobbe verosimilmente le prime ispirazioni delle sue opere Pagliacci e Chatterton.
Nell'ambito della musica sinfonica, a Potenza ha sede l'Orchestra sinfonica lucana, nata nel 1985 come Orchestra da camera lucana, che si è esibita anche in eventi internazionali riscuotendo un buon successo di critica e pubblico; la città ospita anche l'Orchestra del conservatorio di musica Carlo Gesualdo da Venosa.
Potenza può vantare anche una buona tradizione nella musica jazz; il genere musicale venne introdotto in città dalle truppe alleate durante il secondo conflitto mondiale e riscosse un buon successo in termini di praticanti ed appassionati. Negli anni sessanta il maggior esponente della tradizione jazzistica della città è Vittorio Camardese, che inventò da autodidatta ed in maniera autonoma una variante della tecnica musicale del tapping. Negli anni settanta si afferma il musicista potentino Giancarlo Cracas e nascono il Centro Jazz ‘Bill Evans’, su iniziativa di Nicola Latronico, e la rassegna musicale annuale Potenza Jazz, che si tenne durante tutto il decennio. Nei primi anni 2000 emerge a livello nazionale e poi internazionale l’estro di un altro potentino: Emanuele Basentini, premio Urbani per la chitarra jazz. Nel 2013 si tiene la prima edizione del Potenza International Jazz Festival con la supervisione artistica dello stesso Basentini. Nel 2016 nasce il Jazz Club Potenza, attualmente in attività.

### Cinema
Potenza è stata luogo di ripresa di film e serie televisive come:
- Quando il sole sorgerà (2012) di Andrea Manicone[220]
- La notte più lunga dell'anno (2022) di Simone Aleandri[221]
- Il meglio di te (2023) di Fabrizio Maria Cortese[222]
- Per Elisa - Il caso Claps (2023) di Marco Pontecorvo[223]
- Il documentario Dan Fante An American Writer (2002) incentrato sulla figura dello scrittore Dan Fante di Flavio Sciolè è stato girato a Potenza.

### Cucina

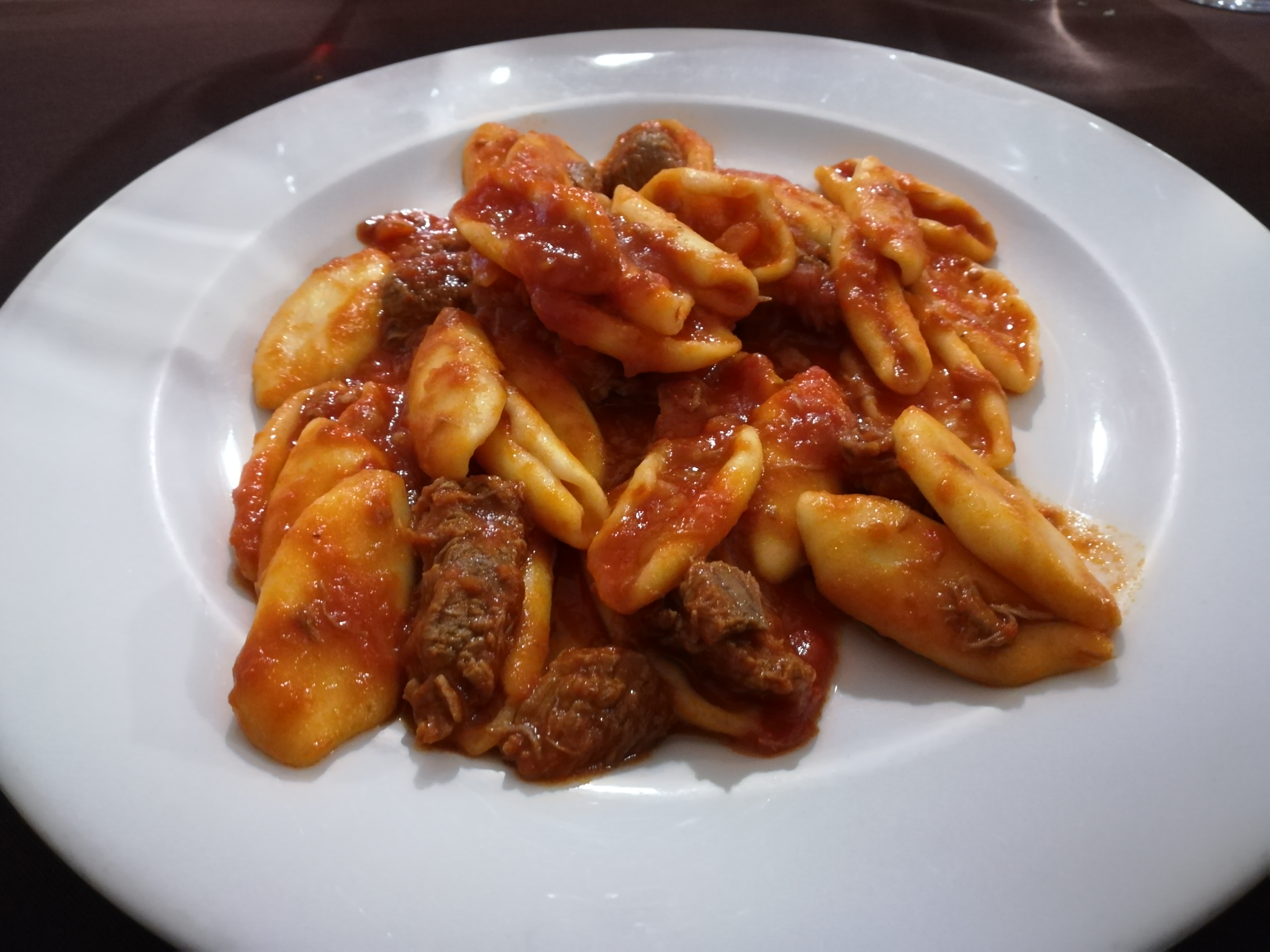
Strascinati con ragù alla potentina

La cucina potentina ha origine dalla tradizione contadina e si distingue per i suoi primi piatti a base di pasta, tra cui si ricordano gli strascinati, i ferretti, le orecchiette, i maccheroni ed i ravioli alla potentina, oltre alle lagane, tipica pasta simile alle tagliatelle ma di lunghezza minore, solitamente accompagnate da fagioli o altri legumi; è rinomato anche il tipico ragù alla potentina, altrimenti detto 'ndruppeche nel dialetto locale, utilizzato per condire i primi. Altra specialità locale è la pizza ripiena, composta da due sfoglie che racchiudono un ripieno di alici, cipolla e uva passa.
Per quanto riguarda i prodotti da forno salati, la focaccia tipica è detta u’ rucc’l’, ed esiste in varie versioni a seconda del condimento: alla cipolla, ai peperoni, alle melanzane, all'origano. La ciambotta è invece un piatto a base di verdure, così come la minestra maritata, che nella versione tradizionale prevede l'aggiunta di carne di maiale ed è per questo detta minestra maritata ricca. Il baccalà alla potentina è l'unico piatto della cucina tipica a base di pesce, che esiste anche nella versione a ciauredda, ovvero a mo' di zuppa; generalmente condito con pomodoro, cipolla, olive e, talvolta, uva passa. il pollo alla potentina è invece una delle preparazioni tipiche a base di carne, con l'aggiunta di pomodoro, cipolla, patate, strutto e peperoncino fresco.
Tra i dolci tipici vi è la paparotta, preparata con mosto cotto, farina, zucchero e con l'aggiunta di spezie come cannella e/o chiodi di garofano.
Di antica tradizione è anche la produzione di gassosa, che permane ancora oggi con la presenza di un importante stabilimento.

### Eventi
- Festival nazionale di arte pirotecnica "Fuochi sul Basento". Competizione di fuochi pirotecnici organizzata annualmente dal 1989 agli inizi di settembre nella periferia est di Potenza, alla quale partecipano ditte del settore provenienti da gran parte d'Italia.[236][237][238]
- Città delle cento scale festival. Rassegna internazionale di danza urbana e arti performative nei paesaggi urbani nata nel 2008 in collaborazione con le istituzioni culturali della città quali il Polo Museale Regionale, l’Università, istituti scolastici e realtà artistiche e professionali che ha come scopo la valorizzazione delle aree urbane dismesse o abbandonate tramite iniziative culturali e artistiche; si tiene generalmente nel mese di settembre.[239][240][241]
- WoodyGroove Festival. Festival musicale che si tiene nei mesi di giugno e luglio, è diventato negli anni uno degli eventi principali nel panorama della musica indipendente del Sud Italia.[242][243][244]
- La Parata dei Turchi. Rievocazione storica che ricorda una processione religiosa, si svolge di sera, alla vigilia della festa del Santo Patrono, san Gerardo Della Porta.
- Lucania is Comics. Evento annuale dedicato al mondo dei fumetti che generalmente si svolge in autunno.

### Urbanistica

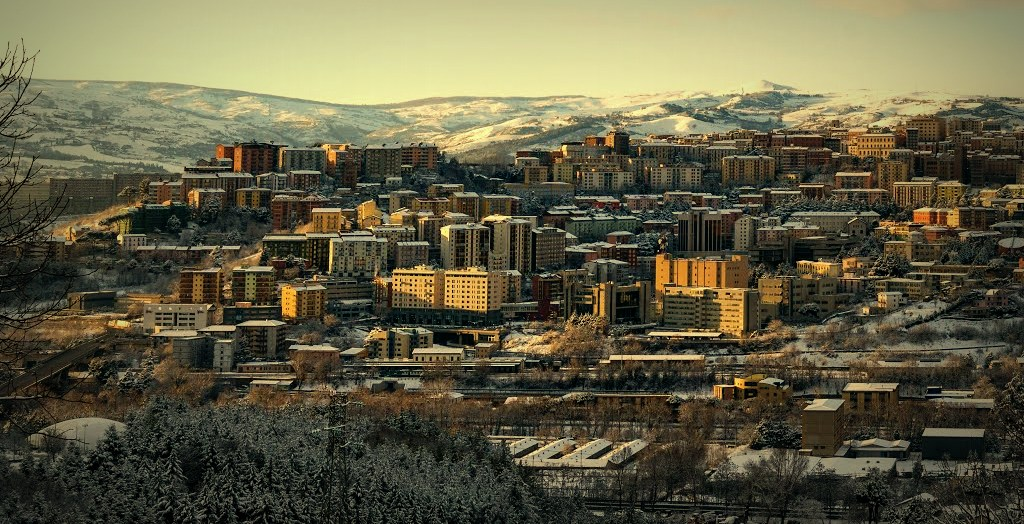
Potenza vista da ovest

Secondo uno studio del 2009 a opera del Institut d’Estudis Regionals i Metropolitans de Barcelona (IERMB) Potenza formerebbe un'area metropolitana di circa 157 mila abitanti al 2001 insieme a 28 comuni limitrofi.
Le principali zone di espansione della città sono oggi l'area che costeggia il torrente Gallitello e i quartieri di Poggio Tre Galli, Macchia Romana e Macchia Giocoli, che sono attualmente i più popolosi. L'area del Gallitello ha visto negli ultimi decenni una forte espansione urbanistica, dovuta per lo più all'apertura di nuove attività commerciali e allo spostamento in loco di attività originatesi in altri quartieri della città, il che l'ha resa una zona altamente trafficata, sebbene fino ai primi anni 2000 fosse ancora priva di una completa urbanizzazione. Per migliorare il traffico veicolare nell'area e all'ingresso della città nel 2007 sono stati avviati i lavori di costruzione del nodo complesso del Gallitello, un sistema viario pensato per agevolare il flusso di automobili in entrata e in uscita dallo svincolo di Potenza ovest, scavalcando la tratta ferroviaria Napoli-Taranto ed eliminando la presenza del passaggio a livello. L'infrastruttura è stata completata nel 2016.

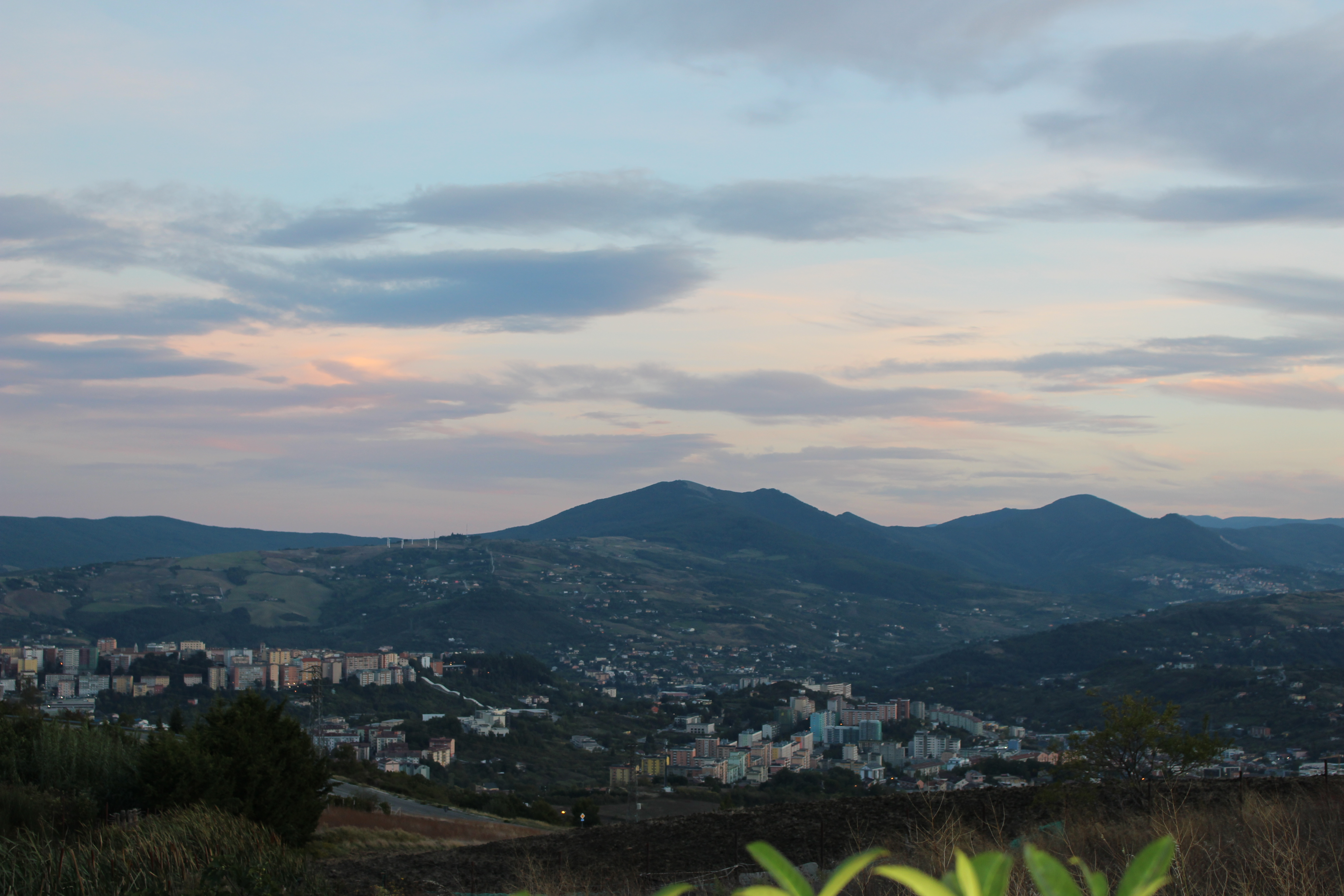
Panoramica dal lato nord

A partire dal 2008 nuove costruzioni stanno ancora interessando anche la zona a sud del parco del Rossellino, scelta come area di espansione per nuovi poli commerciali e direzionali e nuove attività industriali, mentre dal 2013 in poi nuovi insediamenti abitativi hanno visto la luce nell'area nord ovest della città, nelle vicinanze del quartiere Macchia Giocoli. Altre espansioni riguardano Bucaletto, via Cavour, via Ligure e l'area Ponte Nove Luci.
L'area urbana si sviluppa anche nei rioni Montereale, Murate, Castello, Libertà, Francioso, Lucania, Santa Croce, San Rocco, Santa Maria, Parco Aurora, Risorgimento, Mancusi, Cocuzzo-Serpentone, CEP, Malvaccaro, Macchia Marconi, Botte, Betlemme, Costa della Gaveta e Zona Industriale.

### Suddivisioni amministrative
La città di Potenza è raggruppata in dodici comitati, aventi ciascuno un presidente eletto direttamente dalla popolazione dei quartieri ricadenti all'interno dello stesso.

### Comitati di Quartiere
| Comitato                | Siti d'interesse |
| ----------------------- | --- |
| I Centro                | Centro, piazza Mario Pagano, via Pretoria, Teatro Stabile, Duomo                                                                              |
| II Murate               | parco di Montereale, piscina comunale |
| III Lucania             | parco di via Racioppi e via Nitti, parco Tre Fontane, cimitero monumentale                                                                    |
| IV Cerreta              | Cerreta, Dragonara, seminario nuovo, Teatro nuovo del Seminario                                                                               |
| V Malvaccaro            | Macchia Giocoli, centro sociale, chiesa del beato Bonaventura, campo sportivo Macchia Giocoli, cimitero Giovanni Paolo II                     |
| VI Cocuzzo - Gallitello | via del Gallitello, poliambulatorio Madre Teresa                                                                                              |
| VII Europa Unita        | Villa Romana, centro direzionale regionale, distretto scolastico, parco Europa Unita                                                          |
| VIII Macchia Romana     | distretto ospedaliero, ospedale San Carlo, istituto psichiatrico Don Uva, parco di Sant'Antonio la Macchia, chiesa di Sant'Antonio la Macchia |
| IX Betlemme             | Bucaletto, Istituto Penitenziario, tribunale e penitenziario per i minori.                                                                    |
| X Rossellino            | parco di Rossellino, palazzetto dello sport, via della Tecnica                                                                                |
| XI Botte                | Botte, Piani del Mattino |
| XII Lavangone           | Avigliano di Lucania, Palabasento |

### Frazioni
Il territorio comunale di Potenza è l'undicesimo della regione per estensione e le aree rurali della città, distinte dal centro abitato, sono suddivise in 5 macro-zone:
- Nord-Est: Sant'Antonio La Macchia, Costa della Gaveta, Tiera, Tiera Tufaroli, Piani del Mattino, Cavalieri;
- Nord: Masserie: Corrado, Barrata, San Francesco; Bosco Grande, Bosco Piccolo, Demanio San Gerardo, San Nicola, Chiangali, Palazzo, Lavangone;

- Nord-Ovest: Botte, Pian di Zucchero, Stompagno, Macchia Maligna, San Luca Scafarelli, Torretta, Giuliano, Capoiazzo, Canaletto;

- Ovest: Montocchio, Montocchino, Macchia Marconi, Serra, Cerreta, Trinità Sicilia, Cortese, Dragonara, Valle Paradiso, Giarrossa, Falcianella;
- Sud: San Luca Branca, Varco d'Izzo, Vallone Calabrese, Forte Pallareta, Caira, Montegrosso, Cozzale, Aria Silvana, Marrucaro, Pian Cardillo, Rossellino, Poggio Cavallo, Faloppa, Bandito, Serra Ciciniello, Centomani-Tora.[252]

## Economia

### Artigianato
Nel settore dell'artigianato erano storicamente rinomate le lavorazioni del rame e del ferro, che riguardavano soprattutto la produzione di utensili da cucina, cancelli, ringhiere ed oggetti ad uso ornamentale. Un settore artigianale tradizionale ma ancora in espansione è quello dei pastifici e delle pasticcerie che producono prodotti alimentari tipici.

### Industria
Diversificata è la tipologia di industrie presenti sul territorio, sia per quanto riguarda il settore di appartenenza sia per la provenienza dei capitali: si registra infatti la presenza di aziende meccaniche, elettriche, chimiche, del cemento, alimentari, che nacquero inizialmente grazie ad iniziative dei gruppi industriali Fiat, Montecatini o parastatali, ma con il prosieguo dello sviluppo industriale della città se ne sono poi aggiunte altre legate a capitali locali.

### Servizi
Come capoluogo regionale Potenza ha accentuato il suo carattere di centro amministrativo e impiegatizio; grande importanza ha infatti per la città il settore terziario: la presenza di uffici di enti pubblici, ospedali, scuole, università ed esercizi commerciali fanno di Potenza la città dei servizi a livello regionale.
Sempre nel settore terziario, sono nate in città molte start-up innovative che operano in svariati ambiti tra cui quelli della mobilità sostenibile, della telemedicina, dei sistemi di pagamento innovativi, coadiuvate dai diversi incubatori di impresa presenti sul territorio.

### Turismo
Sebbene tradizionalmente il settore del turismo non sia quello preponderante della città, nella seconda metà degli anni 2010 si assiste ad un numero crescente di iniziative per promuoverne e valorizzarne il potenziale turistico nonché ad un incremento delle presenze turistiche sia a Potenza che nei comuni circostanti, dovute anche alla posizione di snodo viario regionale della città.

## Infrastrutture e trasporti

### Strade

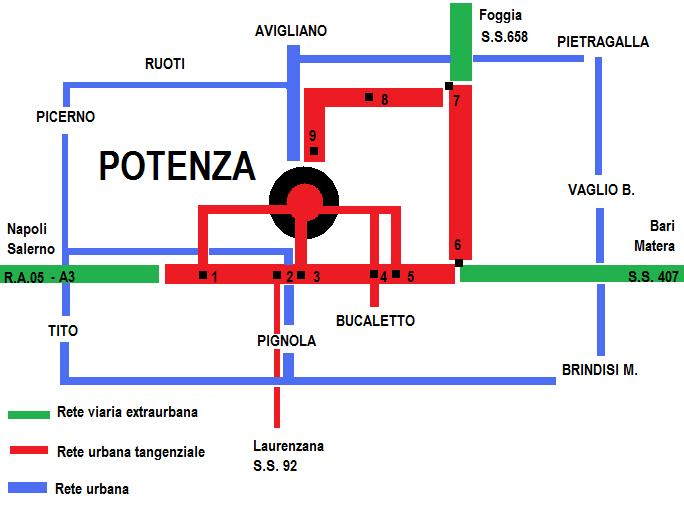
Rete tangenziale della città di Potenza

L'area urbana di Potenza è servita da tre principali arterie: il raccordo autostradale Potenza-Sicignano, che collega la città con l'autostrada del Mediterraneo, la SS 658 che collega Potenza e Melfi e dalla strada statale 407 Basentana che collega il capoluogo di regione con la costa jonica della Basilicata e con la SS 106 Jonica per Taranto e Reggio Calabria. Gli ultimi chilometri del raccordo autostradale fungono anche da tangenziale per la città nella zona Sud, con le uscite Potenza Ovest, Laurenzana, Potenza Centro, Bucaletto e Potenza Est prima di connettersi sempre sotto gestione ANAS alla SS 7 Via Appia. La tangenziale nord è una diramazione che parte dalla SS 658 e collega la stessa alla zona ospedaliera di Macchia Romana.

### Ferrovie
Potenza è servita dalle linee Battipaglia-Potenza-Metaponto e Foggia-Potenza gestite da RFI. La città è inoltre servita dalle ferrovie Appulo Lucane, tramite la linea Altamura-Avigliano-Potenza, utilizzata per il servizio metropolitano di Potenza, nel tratto tra Avigliano e Potenza per un'estensione di circa 20 km.

#### Ferrovie dello Stato
Le stazioni gestite da RFI presenti in città sono:
- Stazione di Potenza Centrale in piazzale Guglielmo Marconi;
- Stazione di Potenza Università in via La Marmora, nei pressi dell'Ateneo Lucano;
- Stazione di Potenza Superiore in piazzale Istria;
- Stazione di Potenza Macchia Romana in viale dell'Ateneo Lucano, nei pressi dell'Ospedale San Carlo;
- Stazione di Avigliano Lucania in via Lavangone.

#### Ferrovie Appulo Lucane
Le stazioni delle FAL sono:
- Stazione di Potenza Terminal Gallitello
- Stazione di Potenza Inferiore Scalo
- Stazione di Potenza Inferiore in piazzale Marconi;
- Stazione di Potenza San Rocco nel borgo San Rocco;
- Stazione di Potenza Città in piazza Francesco Crispi/corso Garibaldi;
- Stazione di Potenza Rione Mancusi in via Matera;
- Stazione di Potenza Santa Maria in piazza Istria/via Angilla Vecchia;
- Stazione di Potenza Macchia Romana in viale dell'Ateneo Lucano/via Emilio Colombo;
- Stazione di Tiera nell'omonima frazione;
- Stazione di Avigliano Lucania in via Lavangone;
- Stazione di San Nicola nell'omonima frazione.

### Mobilità urbana
Potenza è trafficata giornalmente da più di 100.000 utenti ed è la seconda città in Italia per indice di motorizzazione, con 75,1 auto ogni 100 abitanti.
Il trasporto pubblico urbano, gestito da ottobre 2022 dalla pugliese Miccolis (subentrata a Trotta Bus Services), serve tramite linee di autobus sia il centro che i quartieri periferici, oltre a fungere da collegamento con le campagne e le contrade situate all'esterno del nucleo urbano principale, attraverso le linee rurali, inoltre gestisce anche il sistema di scale mobili.

#### Scale mobili
Oltre che dal servizio di autolinee e dal servizio ferroviario metropolitano, la città è servita da quattro impianti di scale mobili, costruiti in più fasi a partire dagli anni novanta, che collegano i quartieri a valle con il centro storico. Il sistema di scale mobili per il trasporto pubblico di Potenza risulta essere quello più esteso in Europa ed il secondo al mondo per estensione dopo quello di Tokyo. Il servizio consta in totale di un percorso lungo 1,3 km sommando tutti gli impianti e il più lungo, di 0,6 km è quello delle scale mobili Santa Lucia.

## Amministrazione

### Gemellaggi
- Denver, dal 1984[266]
- Focșani[senza fonte]
- Osuna, dal 2001[267]
- Amatrice, dal 2007[268]
- Piacenza, dal 2019[269]

## Sport

### Arti marziali
Frequentata nel comune è l'attività di kickboxing.

### Calcio
La principale squadra di calcio della città è il Potenza Calcio, fondata nel 1920 con il nome di Sport Club Lucano che milita nel girone C di Serie C. Il club fu attivo nei primi anni di vita anche nell'atletica leggera e nel ciclismo ed ebbe il suo momento migliore negli anni sessanta, quando disputò cinque stagioni consecutive nel campionato di Serie B. 
L'altra squadra di calcio della città è l'A.S.D. Viribus Potenza 1999 che milita in Promozione.

### Ciclismo
La città fu l'arrivo di tappa del Giro d'Italia nel 1929, 1961, 1963, 1965, 1967, 1969, 1971, 1975, 1979, 1981, 1986, 1989, 2001 e 2022.
Nel 1932 l'associazione sportiva potentina Sport Club Lucano organizzò uno dei primi giri ciclistici della Basilicata, riservato agli affiliati all'Unione velocipedistica italiana nati o residenti in regione.

### Nuoto e pallanuoto
Le società Polisportiva Invicta Nuoto, nata nel 1973 seguita nel 1974 dalla As Tourist Hotel Nuoto Potenza, che diverrà Basilicata Nuoto 2000 costituiscono le società natatorie di Potenza. La squadra di pallanuoto della società Basilicata Nuoto 2000 raggiunse il suo culmine con il campionato di serie A2 nel 2012.
L'attività agonistica del nuoto e della pallanuoto è stata negli anni fortemente limitata dall'assenza in tutto il territorio regionale di una piscina olimpionica, ed in generale dallo scarso numero di strutture sportive idonee. il che ha costretto le società di pallanuoto a disputare i propri incontri casalinghi negli impianti presenti nelle vicine città campane.

### Pallacanestro
La società di pallacanestro maschile di Potenza fu fondata nel 1966 col nome di Libertas Invicta, divenuta poi Potenza 84 nel 1984 che ottenne come massimo risultato la partecipazione al campionato di Serie B1, poi divenuto Serie A Dilettanti.
Per quanto riguarda il basket femminile, ha sede nel comune società BCC Basilia Potenza che ha disputato il campionato di Serie B 2018-2019.

### Scherma
La prima scuola di scherma e ginnastica potentina venne aperta nel marzo del 1902 Ha sede in città la Società Schermistica Lucana di Potenza, attiva dal 1979 nelle discipline del fioretto e della spada, che ha conseguito successi a livello nazionale ed internazionale.

### Altri sport
Ha sede a Potenza una squadra femminile di pallavolo, il Centro KOS Polizia Municipale Volley che milita in serie B2, mentre nella pallavolo maschile la città è rappresentata dalla Virtus Potenza che disputa il campionato di serie B.
L'Accademia Scacchi Potenza ha militato nel massimo campionato scacchistico nazionale.
Per quanto riguarda il calcio a 5, la città è rappresentata da quattro squadre che militano in serie C ma con passati in serie B ed in serie A2, che sono lo Shaolin Soccer, il Fustal Potenza, il Real Potenza e il San Gerardo Pz.
Operano in città anche due società di softair: la A.S.D CyberLions Softair Potenza, che disputa attività agonistica a livello interregionale, e l'A.S.D. Ghost Soldiers Potenza.

### Città europea dello Sport 2021
Potenza, insieme alle città di Rieti, Siena e Terni è stata nominata Città europea dello Sport per l'anno 2021, riconoscimento assegnato annualmente da ACES Europe.
L'assegnazione del titolo di European City of Sport è stata comunicata il 30 settembre 2019, dopo un iter di selezione che si era aperto l'11 luglio 2018 con la candidatura ufficiale della città. La consegna ufficiale del titolo è avvenuta il 4 novembre 2019 presso il Salone d'Onore del CONI a Roma.
Nel maggio del 2020 ACES Europe autorizza l'estensione al 2022 della nomina di Potenza a Città europea dello Sport, viste le criticità economiche ed organizzative generatesi come conseguenza della diffusione della pandemia di COVID-19 in Italia.

### Impianti sportivi

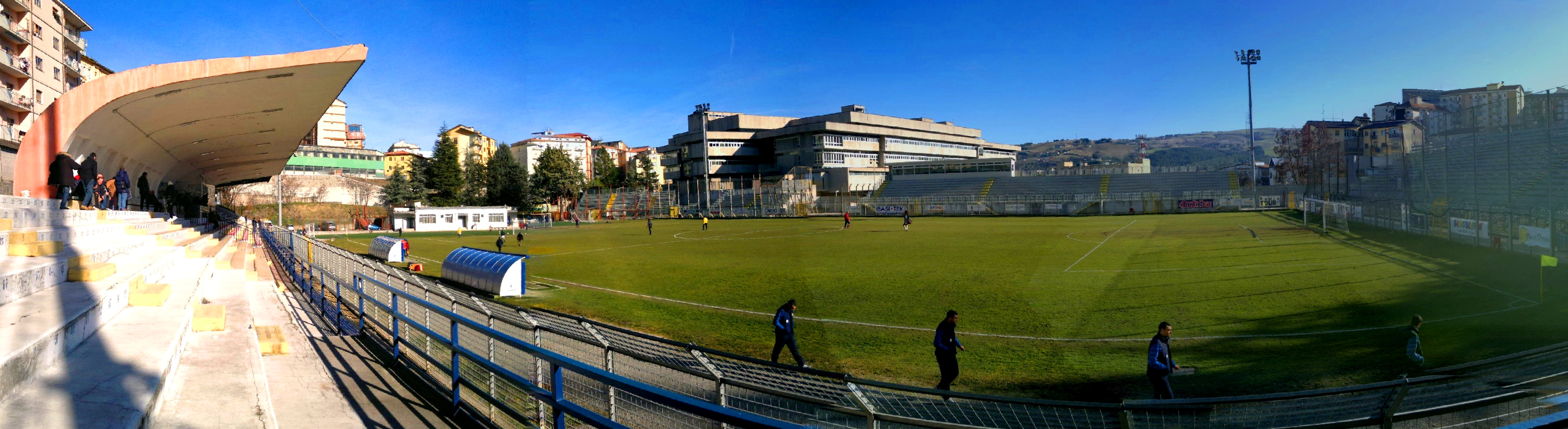
Panoramica del 2012 dello Stadio Alfredo Viviani

Lo Stadio Alfredo Viviani è il principale stadio di calcio della città; è intitolato ad Alfredo Viviani, fondatore del primo sodalizio calcistico lucano. La facciata e la tribuna centrale dell'impianto, realizzate entrambe negli anni 30, rendono l'Alfredo Viviani un bene architettonico tutelato e sottoposto a vincolo storico/monumentale.
Un'altra struttura storica è il complesso sportivo situato nel parco di Montereale; edificato nel 1960 in occasione delle olimpiadi di Roma, fino al 2017 venne gestito direttamente dal CONI, per divenire poi di proprietà dell'amministrazione comunale. La struttura comprende una palestra polivalente, che ha ospitato eventi di varie discipline tra cui basket, karate, pugilato e volley, oltre che una piscina comunale.
La città di Potenza è dotata di due impianti sportivi omologati per l’attività nazionale di pallacanestro, ovvero il Palazzetto dello sport "Antonello Pergola", sito nel parco Rossellino, ed il Pala Basento, inaugurato nel 2012, che è il palazzetto dello sport più moderno della città ed il più capiente presente in Basilicata, con 3200 posti a sedere, ed è utilizzato anche per ospitare eventi e concerti. La città è dotata anche di 3 impianti sportivi omologati per l’attività regionale della stessa disciplina, che sono il complesso sportivo "Rocco Mazzola" dedicato all'omonimo pugile, situato nel quartiere Risorgimento, ed i complessi sportivi "Vito Lepore" ed "Emilio Caizzo". Tutte queste strutture possono ospitare anche incontri di pallavolo ed altre attività agonistiche indoor.
Il Campo Scuola di Atletica leggera, situato nel quartiere Macchia Romana, è la principale struttura per la pratica dell'omonima disciplina.